# 名古屋港
名古屋港（なごやこう）は、愛知県名古屋市、東海市、知多市、弥富市、海部郡飛島村にまたがる港湾。地元では名港（めいこう）とも略称される。
港湾法上の国際拠点港湾、港則法上の特定港、また四日市港と共に政令上の指定港湾（旧スーパー中枢港湾）、国際バルク戦略港湾に指定されている。港湾法上の港湾区域と港則法上の港域には南東部に差異があり、基点が港湾区域では知多市大草の新川河口右岸となるのに対し、港域では常滑市大野町の大野港北防波堤灯台となる。

## 概要
日本最大級の港湾で、臨港地区の面積は日本最大である。五大港のうち東京港（東京都）、横浜港（横浜市）、大阪港（大阪市）、神戸港（神戸市）の港湾管理者がそれぞれ括弧内の自治体となるのに対し、4市1村にまたがる名古屋港の港湾管理者は愛知県及び名古屋市が設立する特別地方公共団体（一部事務組合）の名古屋港管理組合となる。管理組合管理者には愛知県知事と名古屋市長が2年交代で就く。
2022年（令和4年）現在、総取扱貨物量は2002年（平成14年）から21年連続、外貿取扱貨物量は2000年（平成12年）から23年連続、自動車輸出台数は1979年（昭和54年）から44年連続でそれぞれ日本一となっている。
2023年（令和5年）の貿易額は、総額・輸入額では東京港に次いで2位だが、輸出額では空港を含めても1位で、成田国際空港と東京港をそれぞれ上回る。
自動車産業を中心とした日本最大の工業地域である中京工業地帯を背景に持つため、輸出額が輸入額を大幅に上回っていることが特徴である。

### 面積
- 港湾区域 - 8,167ha
- 臨港地区 - 4,301ha

### 入港船舶数
- 外航：6,812隻
- 内航：20,791隻

### 取扱貨物量
- 外貿：108,764,391トン（2022年、国内貿易港1位）
- 内貿：54,818,295トン
- 総数：163,582,686トン（2022年、国内貿易港1位）

### 貿易額
- 輸出 - 15兆1,877億円（2023年、国内貿易港1位）
- 輸入 - 7兆3,246億円（2023年、国内貿易港2位）
- 総額 - 22兆5,123億円（2023年、国内貿易港2位）

### 主な輸出入品種

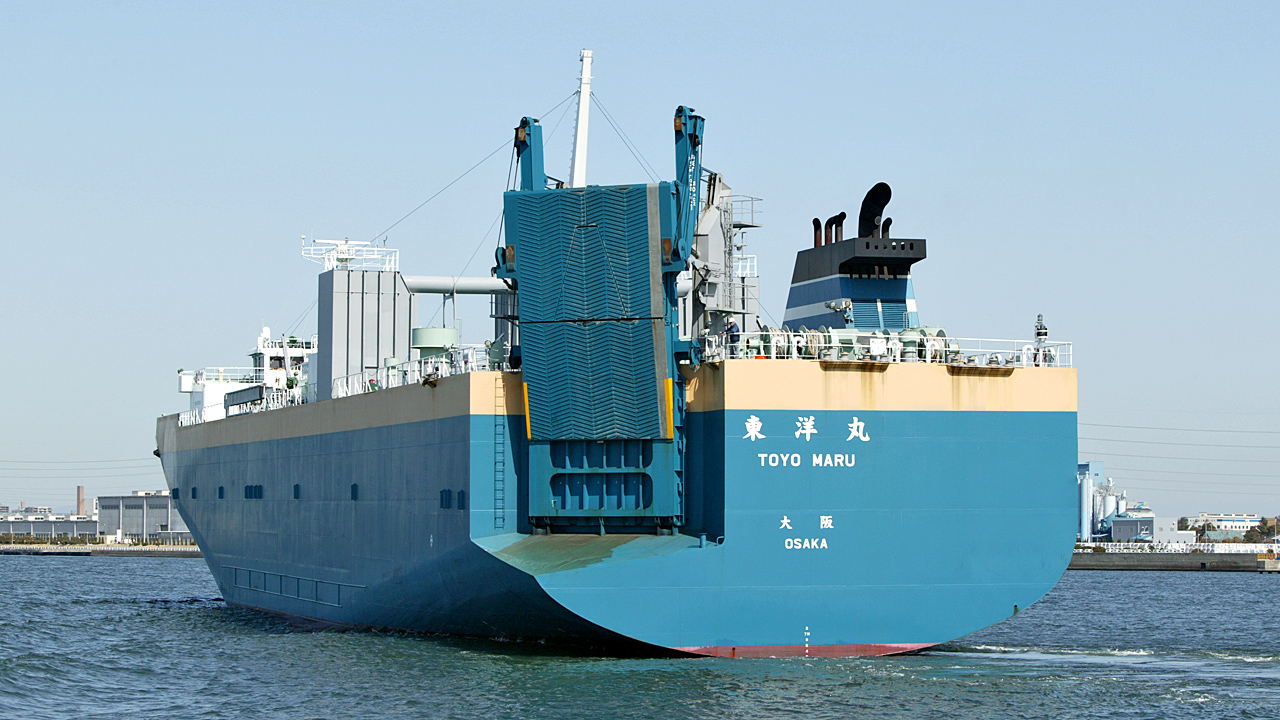
名古屋港に入港する自動車運搬船。

#### 輸出
- 完成自動車 - 41.3%
- 自動車部品 - 20.3%
- 産業機械 - 7.9%

#### 輸入
- 液化天然ガス - 21.3%
- 原油 - 11.2%
- 鉄鉱石 - 11.0%

## 歴史
1896年（明治29年）に熱田湾築港工事が始まり、愛知県技師奥田助七郎らが建設に尽力。1907年（明治40年）6月1日に愛知郡熱田町、7月16日に愛知郡小碓村の一部がそれぞれ名古屋市に編入され、名古屋市域が海に面するようになり、10月24日に熱田港を名古屋港と改称し、11月10日に開港した。開港式典は11月24日（11時30分-12時10分）挙行、『開港踊り』が演じられ市内・近郷近在から来た多くの参場者とともに宴が開かれた。

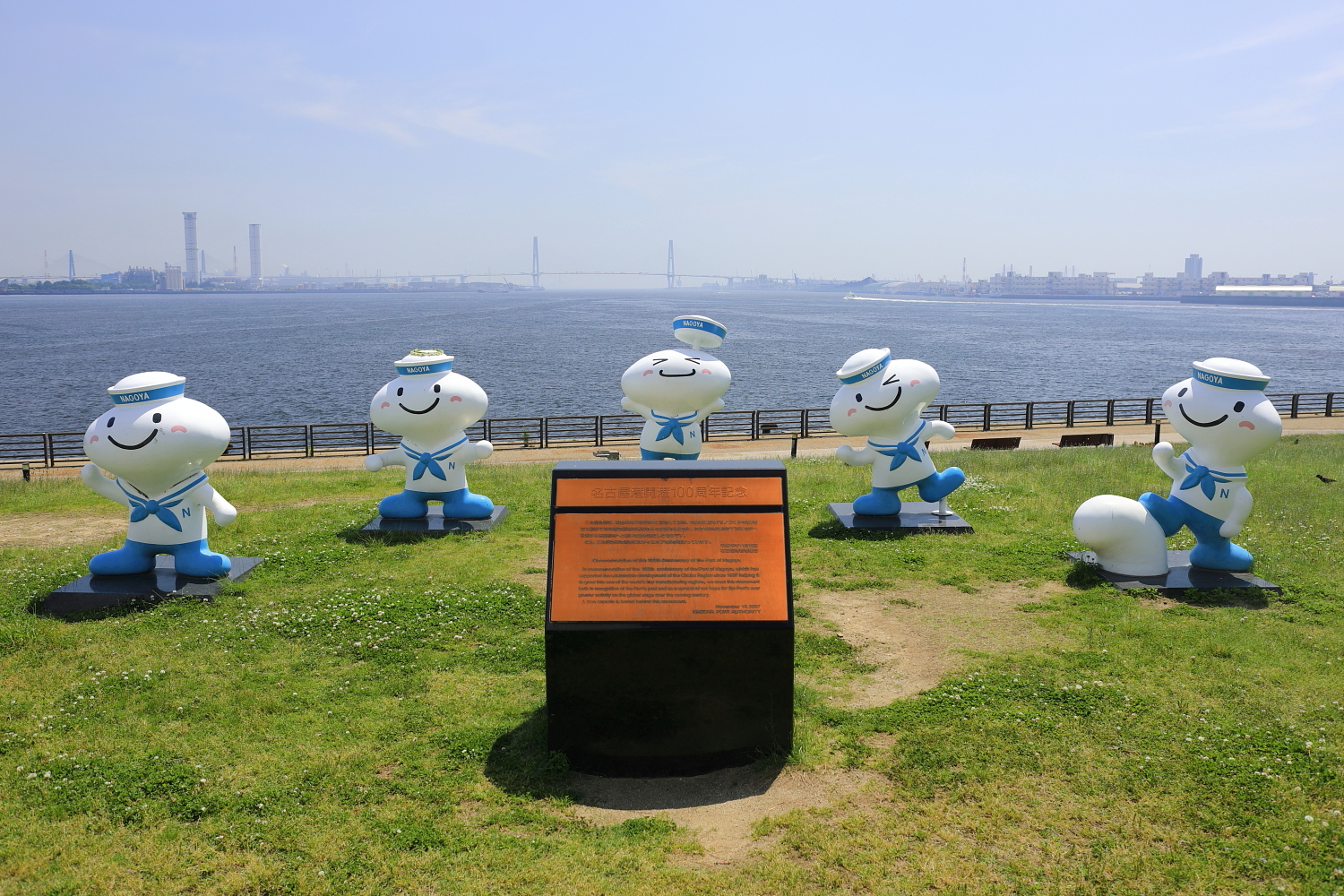
名古屋港開港100周年に立てられた記念碑。
（2022年（令和4年）5月）

隣接する重工業地帯では戦前中島飛行機や三菱航空機などが零式艦上戦闘機（零戦）など一連の傑作機を生み出した。1946年（昭和21年）に国際港、1951年（昭和26年）に特定重要港湾に指定された。1959年（昭和34年）に伊勢湾台風の直撃により大きな被害を受けた。
2004年（平成16年）7月にスーパー中枢港湾である伊勢湾の港のひとつとして指定された。
1997年（平成9年）、開港90周年を記念して日本丸と海王丸が同時に寄港。この2船は、さらに2001年（平成13年）の名古屋港管理組合創立50周年、および2007年（平成19年）の開港100周年を記念して寄港。2011年（平成23年）にも2船同時の寄港を果たしている。また、2007年（平成19年）、開港100周年を迎えて11月3日より11日まで開港祭ウィークが開かれ、11月24日には青雲丸と大成丸が同時寄港した。2013年（平成25年）8月には海上自衛隊の護衛艦あきづきが、名古屋港水族館近くの岸壁に寄港した。
この他にも、ガーデン埠頭岸壁では不定期に掃海艇などが展示される事がある 。
また、国産イージス艦あきづきが展示された際には最新鋭の国産艦展示が好評を博した。2017年（平成29年）11月にも、日本丸と海王丸が寄港した。なお、1999年（平成11年）3月には、イギリスのクルーズ客船であるクイーン・エリザベス2が金城ふ頭に寄港している。
名古屋港内において総合展示場施設ポートメッセなごやなどといったイベント会場が集約する商業地区金城ふ頭では、デンマークの「LEGO社」公認の総合テーマパーク「レゴランド・ジャパン」が着工し、2017年（平成29年）4月1日にグランドオープンした。新たにららぽーととレゴランドが進出した金城埠頭までの交通アクセスは、名古屋臨海高速鉄道西名古屋港線の終点、金城ふ頭駅である。世界で8番目のレゴランドであるレゴランド・ジャパンには、併設されるホテルやショッピングゾーンなど総合的な大規模テーマパーク整備が進んでいる。
2023年7月4日午前6時半ごろ(日本時間)、名古屋港のコンテナ管理システム「名古屋港統一ターミナルシステム」（NUTS）がサイバー犯罪集団「ロックビット」によるランサムウェア攻撃を受けシステムが停止。システム用のプリンターからは感染を通告する文書が大量に印刷、サーバのデータは暗号化され、バックアップデータからはウイルスが検出。7月6日午後6時15分にシステムが完全復旧し作業が再開するまで、コンテナの搬出入が停止する被害を受けた。読売新聞は同システムが使用するFortinet社のVPN機器「FortiGate」の脆弱性を修正する最新パッチを適用しておらず、その穴を突かれた可能性が高いことを報じている。トレンドマイクロは当件を「日本の重要インフラに影響を及ぼしたサイバー攻撃」と位置付けている。

## 埠頭

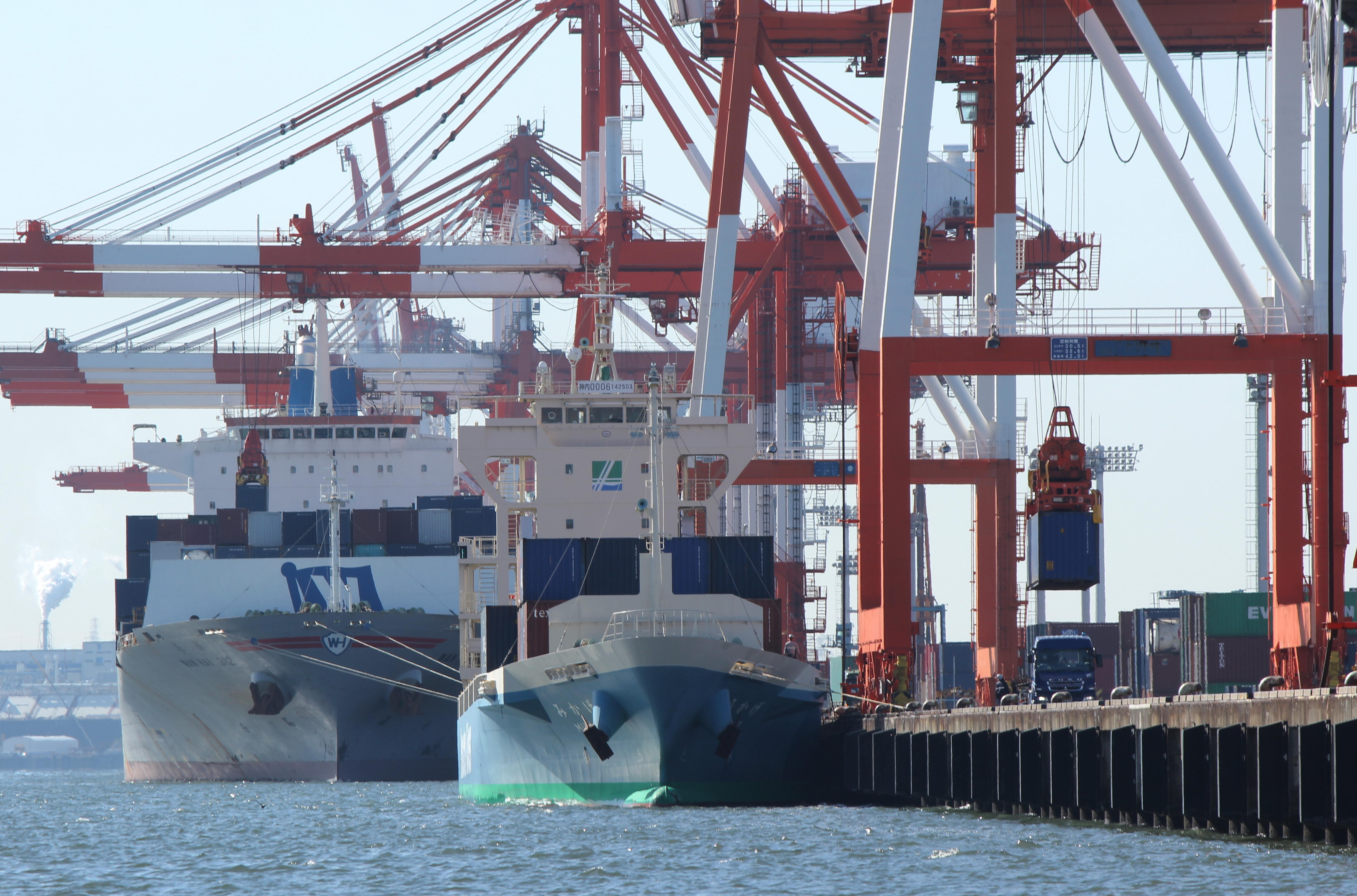
飛島地区にあるコンテナターミナル

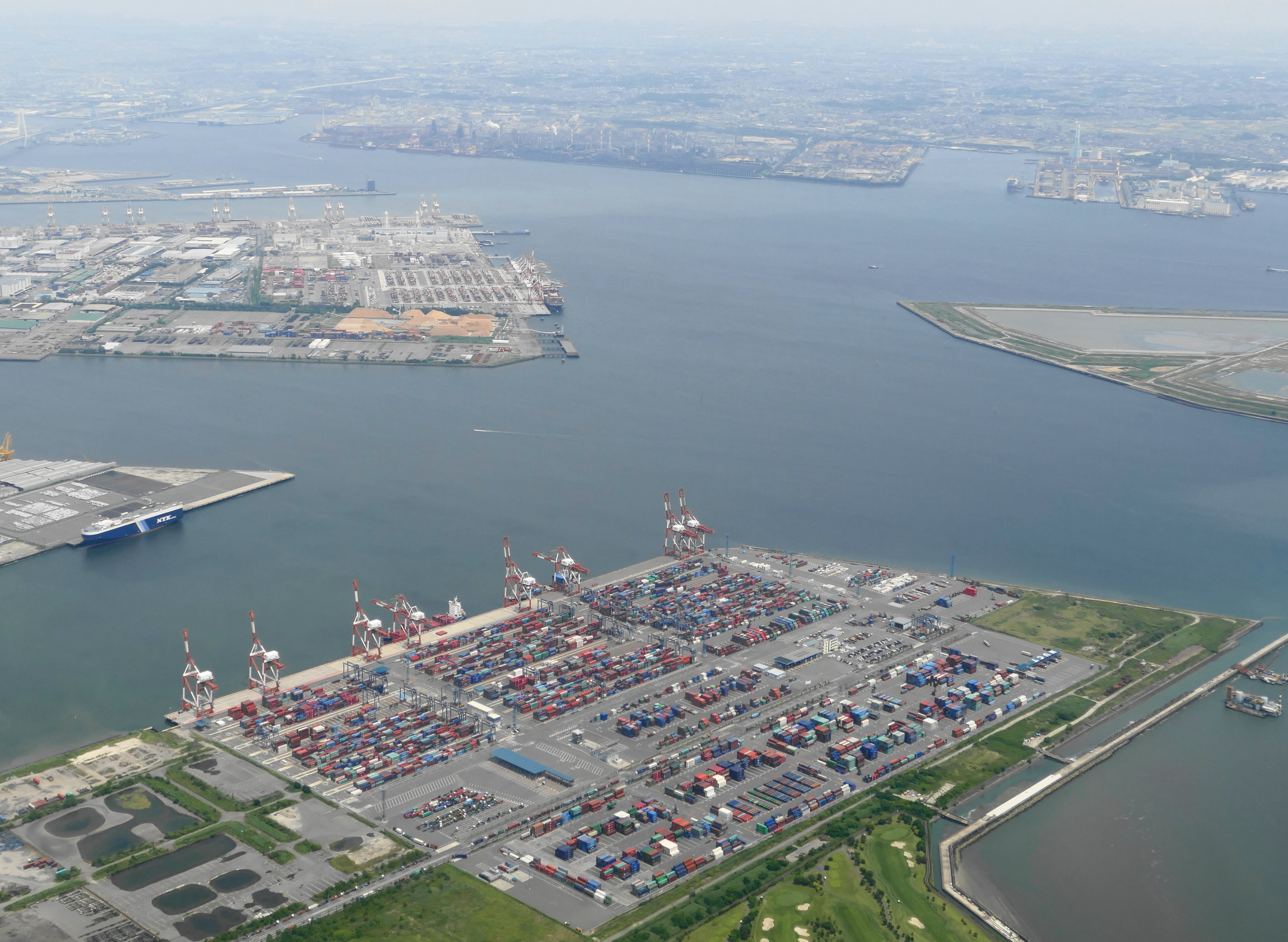
空から見る鍋田埠頭と飛島埠頭

「埠」は常用漢字ではないので、公式な表記では「〇〇ふ頭」を用いる。

### 主な埠頭エリア
名古屋地区（内港地区）
1901年（明治34年）から1961年（昭和36年）に埋め立てられた、最も古い地区。名古屋市。
- ガーデン埠頭
- 大江埠頭
- 大手埠頭
- 稲永埠頭
- 空見埠頭
- 金城埠頭 - 海外向け完成自動車の積出拠点（公共施設）があり、トヨタ自動車・本田技研工業・スズキ・三菱自動車工業が利用する[16]。
- 昭和埠頭
- 潮見埠頭（9号埋立地）
- 汐凪埠頭
- 船見埠頭
- 築地埠頭
- 築地東埠頭
- フェリーターミナル

東海地区（南部地区）
1962年（昭和37年）から1981年（昭和56年）に埋め立てられた。東海市。
- 東海元浜埠頭
- 新宝埠頭 - トヨタ自動車専用となる海外向け完成自動車の積出拠点（民間施設）がある[16]。
- 横須賀埠頭

飛島地区（西部地区）
1962年（昭和37年）から1981年（昭和56年）に埋め立てられた。飛島村。
- 飛島埠頭
- コンテナ埠頭 - 2005年12月1日、16メートルの大深度バースを備えたコンテナターミナルが操業開始。
- 木場金岡埠頭

弥富地区（西部地区）
1962年（昭和37年）から1991年（平成3年）に埋め立てられた。弥富市。
- 弥富埠頭 - 海外向け完成自動車の積出拠点（公共施設）があり、三菱自動車工業が利用する[16]。
- 鍋田埠頭 - 2001年（平成13年）完成。

知多地区（南部地区）
1962年（昭和37年）から1981年（昭和56年）と、1992年（平成4年）から埋め立てられた。知多市。
- 北浜埠頭
- 南浜埠頭
- 緑浜埠頭 - 将来計画であり、2017年（平成29年）現在はすでに埋め立てられた南5区と、東邦ガス知多緑浜工場LNG基地。

ポートアイランド地区
1975年（昭和50年）以降に埋め立てられた。2017年（平成29年）現在所属未定地。

### ガーデン埠頭
旧2号地三埠頭、かつての物流の中心。付近は1992年（平成4年）完成の名古屋港水族館など娯楽・商業施設が揃った観光地ともなっており、地元ではこの界隈を指して名古屋港（名港）と呼ぶ場合もある。
ガーデン埠頭は、鯱の外観の遊覧船「金鯱」で知られるようになった名古屋港遊覧船の乗り場もある。
その他、ガーデン埠頭の1号岸壁から4号岸壁は、日本丸・海王丸を初めとするイベント誘致船や飛鳥II・ぱしふぃっくびいなすなどの大型旅客船が停泊する。1985年（昭和60年）からは南極観測船・ふじが永久係留されている。2009年（平成21年）1月7日にふじの係留設備に損傷が見つかり同船の一般公開を休止したが、24日に復旧し公開を再開した。
海の日（ハッピーマンデーが施行されてからは、それに準ずる前今後週の土曜日または日曜日）に行われる「海の日名古屋みなと祭」、クリスマスの時期に行われる「スターライト・レビュー」もある。1946年（昭和21年）に第1回が開催された「名古屋みなと祭り花火大会」もここが会場である。
1989年（平成元年）の世界デザイン博覧会、2007年（平成19年）の名古屋港開港100周年記念祭には中心地となってイベントを開催している。また2005年（平成17年）の新世紀・名古屋城世紀博の開催中には愛知万博の開会式典で展示された名古屋城の金鯱（雌1体）をガーデン埠頭内の臨海緑園で一般公開した。
2012年（平成24年）に名古屋市が主催した、第1回名古屋まちなみデザインセレクションにおいて、名古屋港ガーデンふ頭のイルミネーションが市民投票により、まちなみデザイン20選（第1回）に選定された。

### 金城埠頭

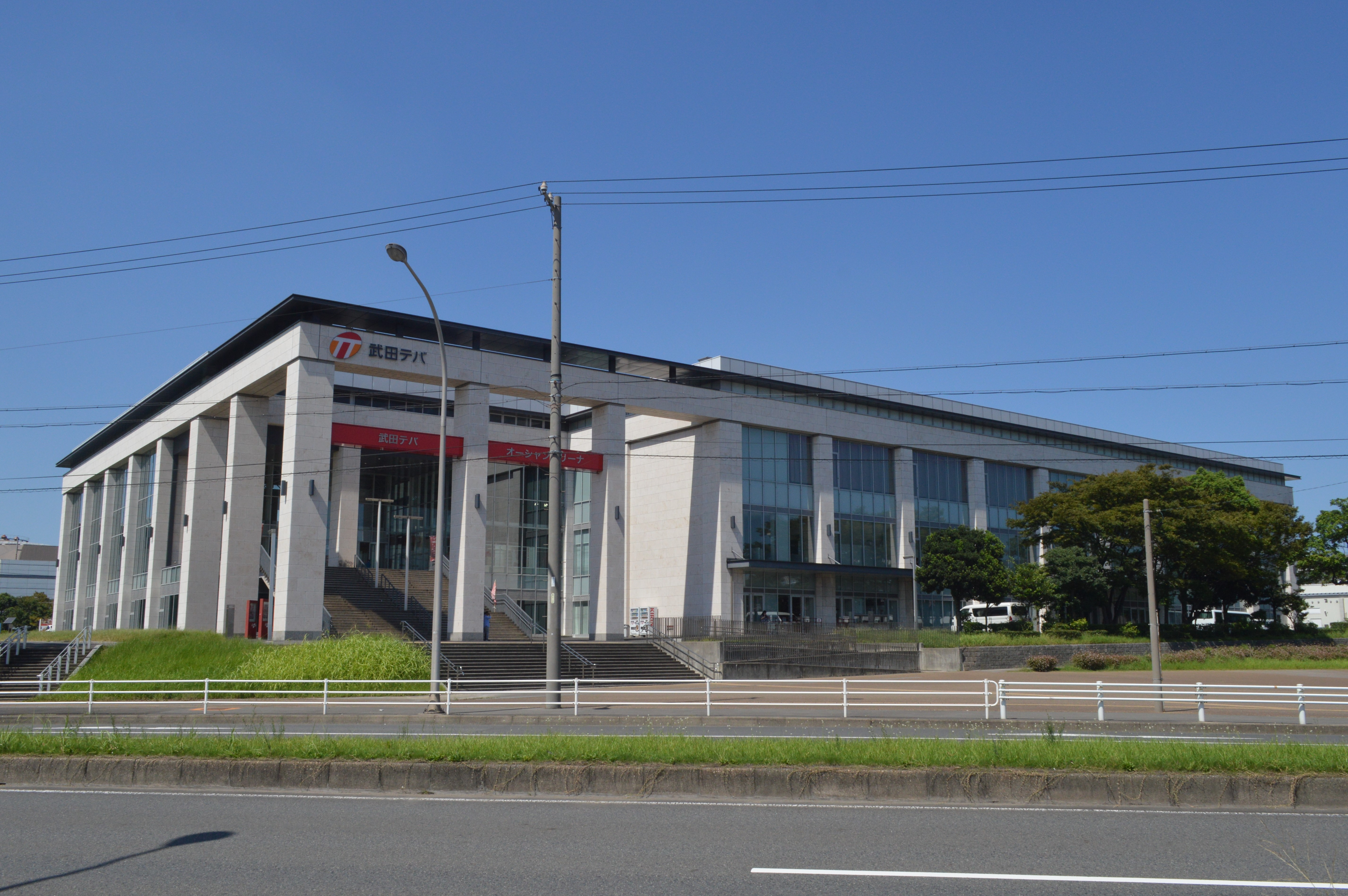
武田テバオーシャンアリーナ （2019年（令和元年））
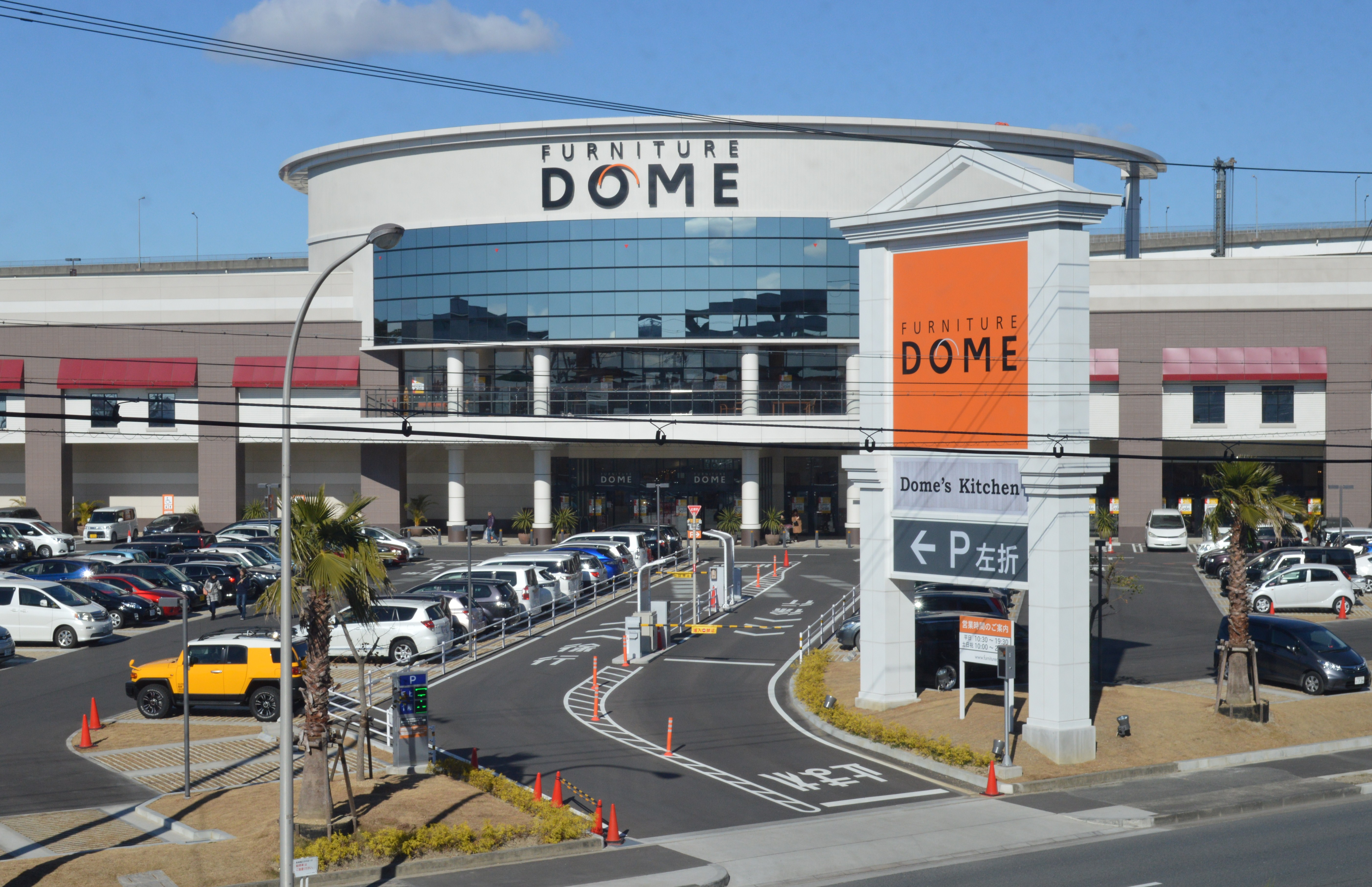
ファニチャードーム本店 （2016年（平成28年）1月）
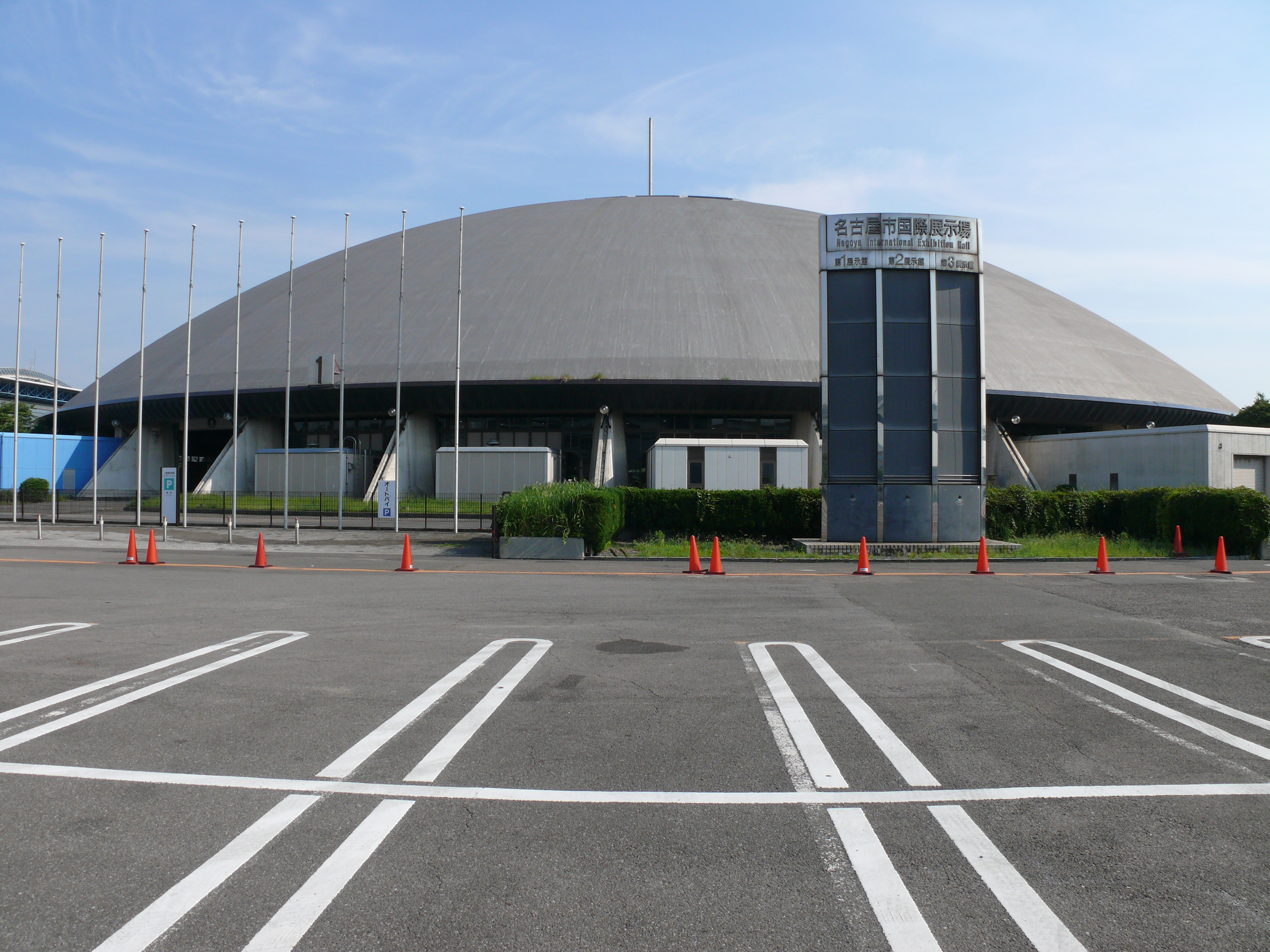
ポートメッセ名古屋 （2008年（平成20年）6月）
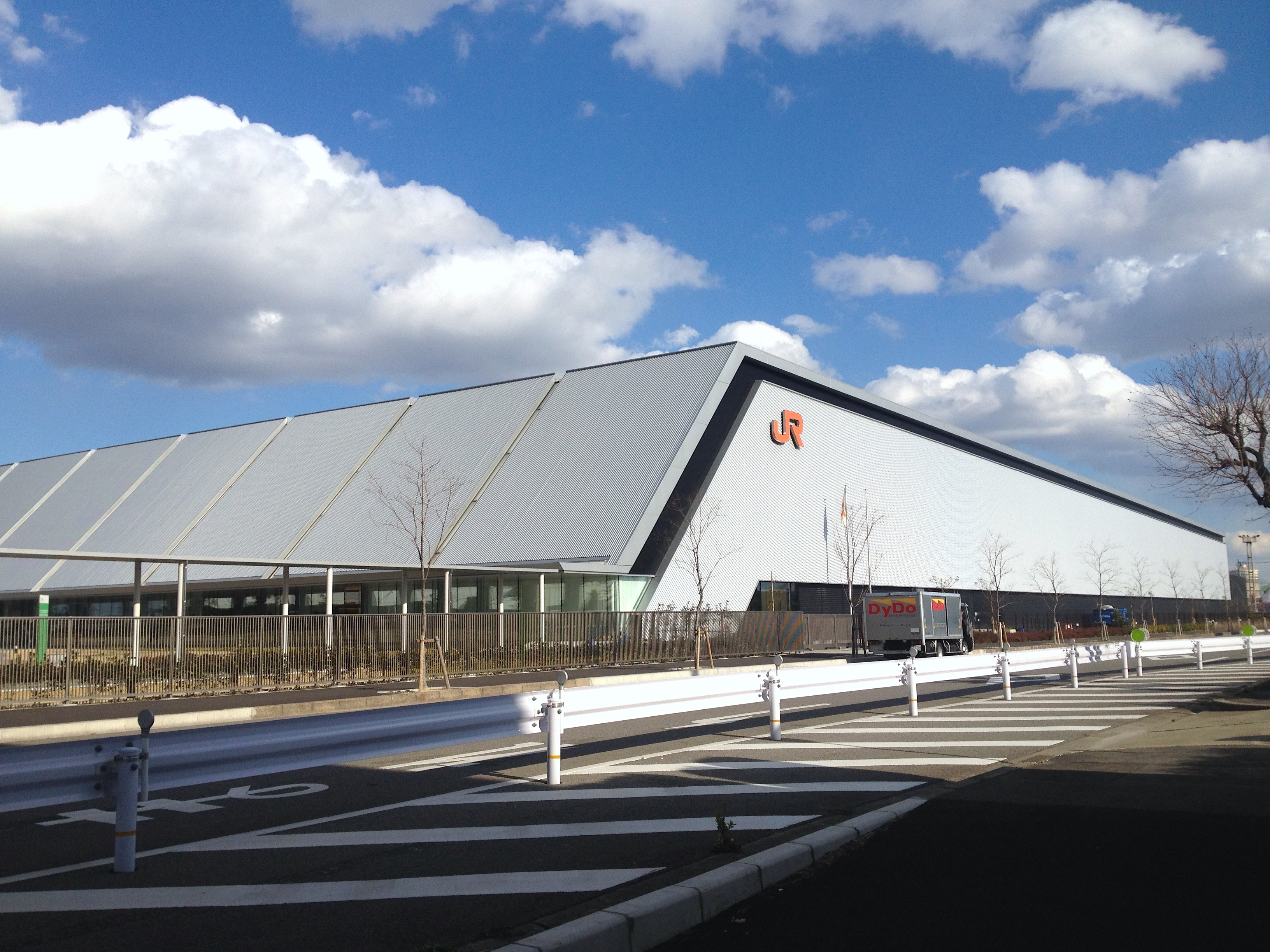
リニア・鉄道館 （2012年（平成24年）2月）
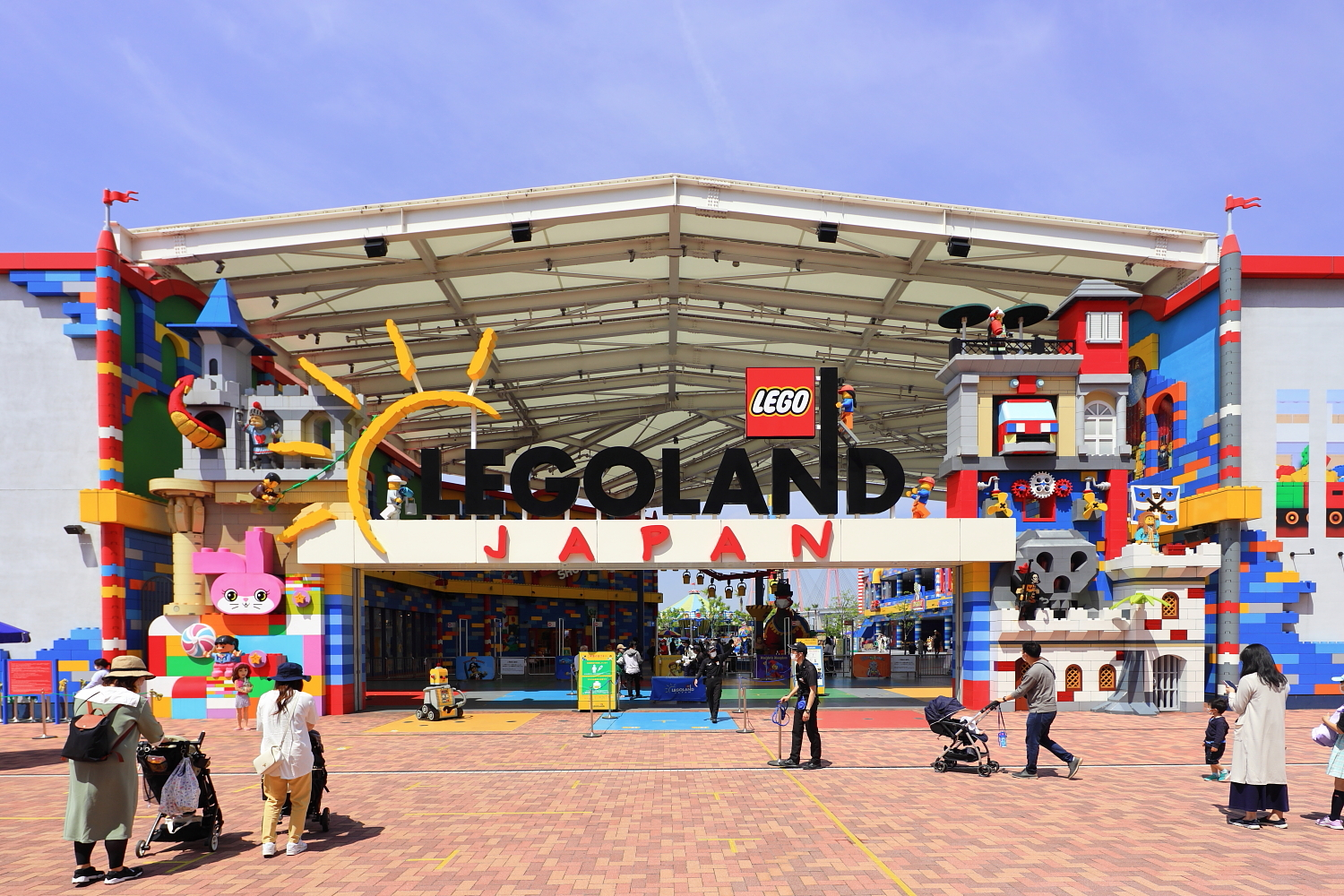
レゴランド・ジャパン （2022年（令和4年）5月）
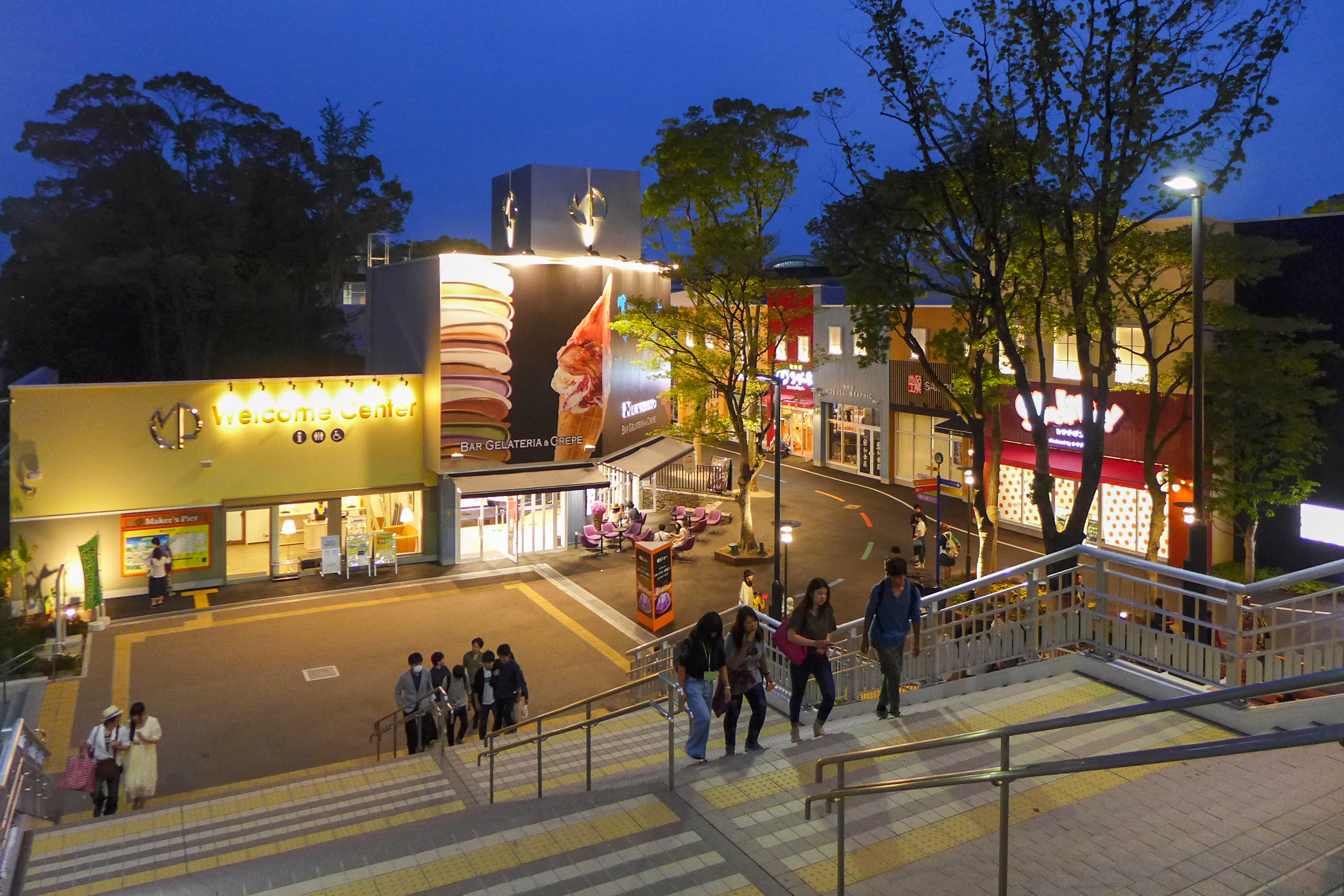
Maker's Pier （2017年（平成29年）6月）

1990年（平成2年）完成。周辺が現在の物流の中心地であり、埠頭中心部には名古屋市国際展示場（ポートメッセなごや）がある。
2011年（平成23年）3月14日にJR東海の運営するリニア・鉄道館がオープンした。
2015年（平成27年）4月15日に港区金城埠頭において、世界8ヶ所目かつ国内初のレゴランド屋外テーマパーク「レゴランドジャパン名古屋」の建設工事着工。2017年（平成29年）4月1日にオープン。

### 港内の主な施設

#### ガーデン埠頭
- 名古屋港湾合同庁舎
  - 財務省名古屋税関（本関）
  - 農林水産省名古屋植物防疫所
  - 農林水産省動物検疫所中部空港支所名古屋出張所
  - 第四管区海上保安本部
  - 名古屋海上保安部
- 名古屋港管理組合
- 愛知県警察港警察署
- 名古屋港水族館
- 名古屋港ポートビル
  - 名古屋海洋博物館
- 旧食糧庁サイロ - 名古屋市認定地域建造物資産第8号
- 南極観測船ふじ
- JETTY
- 名古屋港シートレインランド
- 名古屋北信号所（名古屋港ポートビル内）、金城信号所（海上交通センター）、高潮防潮堤西信号所、東信号所
- ガーデン埠頭臨港緑園
- 名港ビルディング

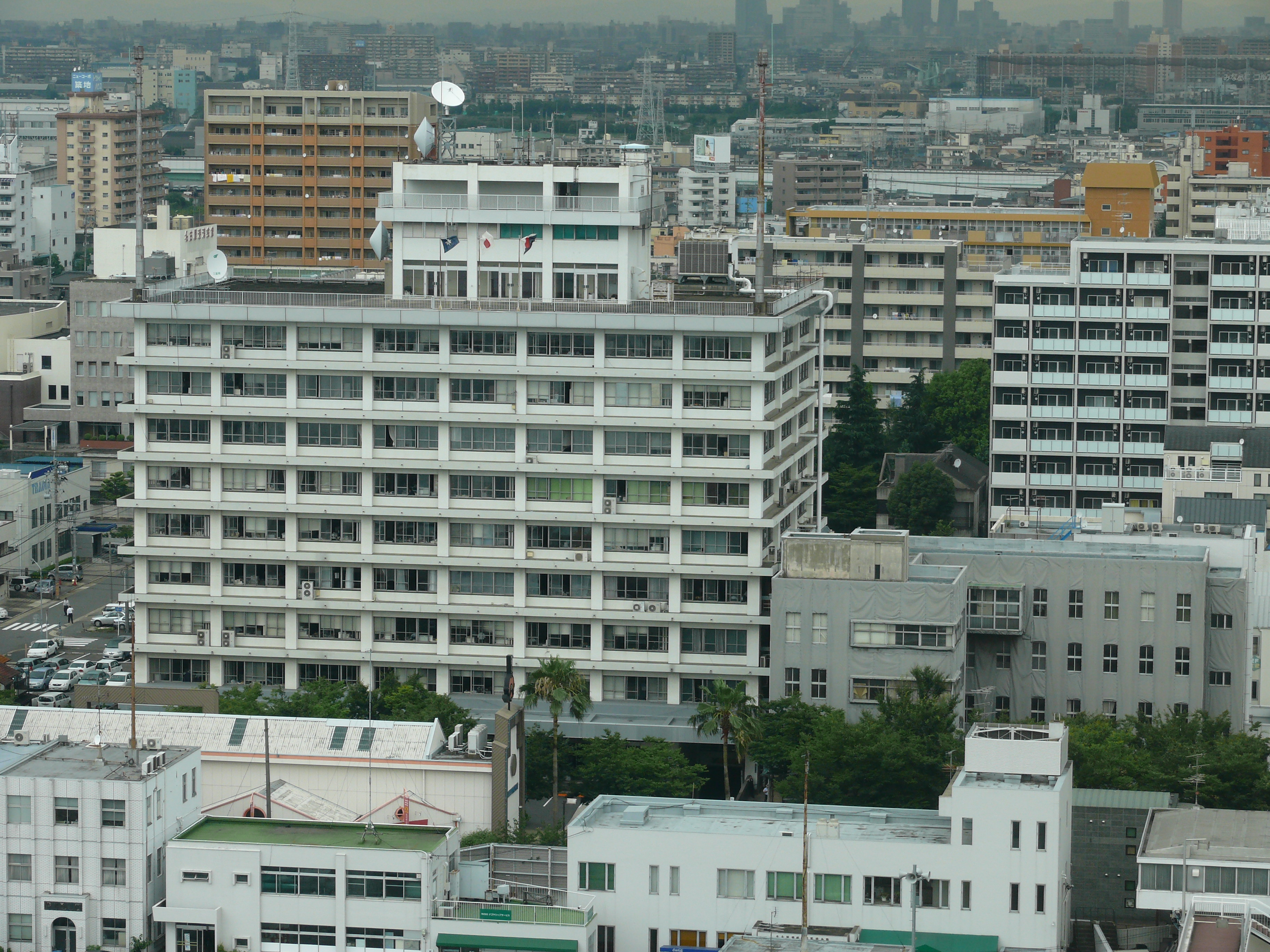
名古屋港湾合同庁舎 （2007年（平成19年）7月）
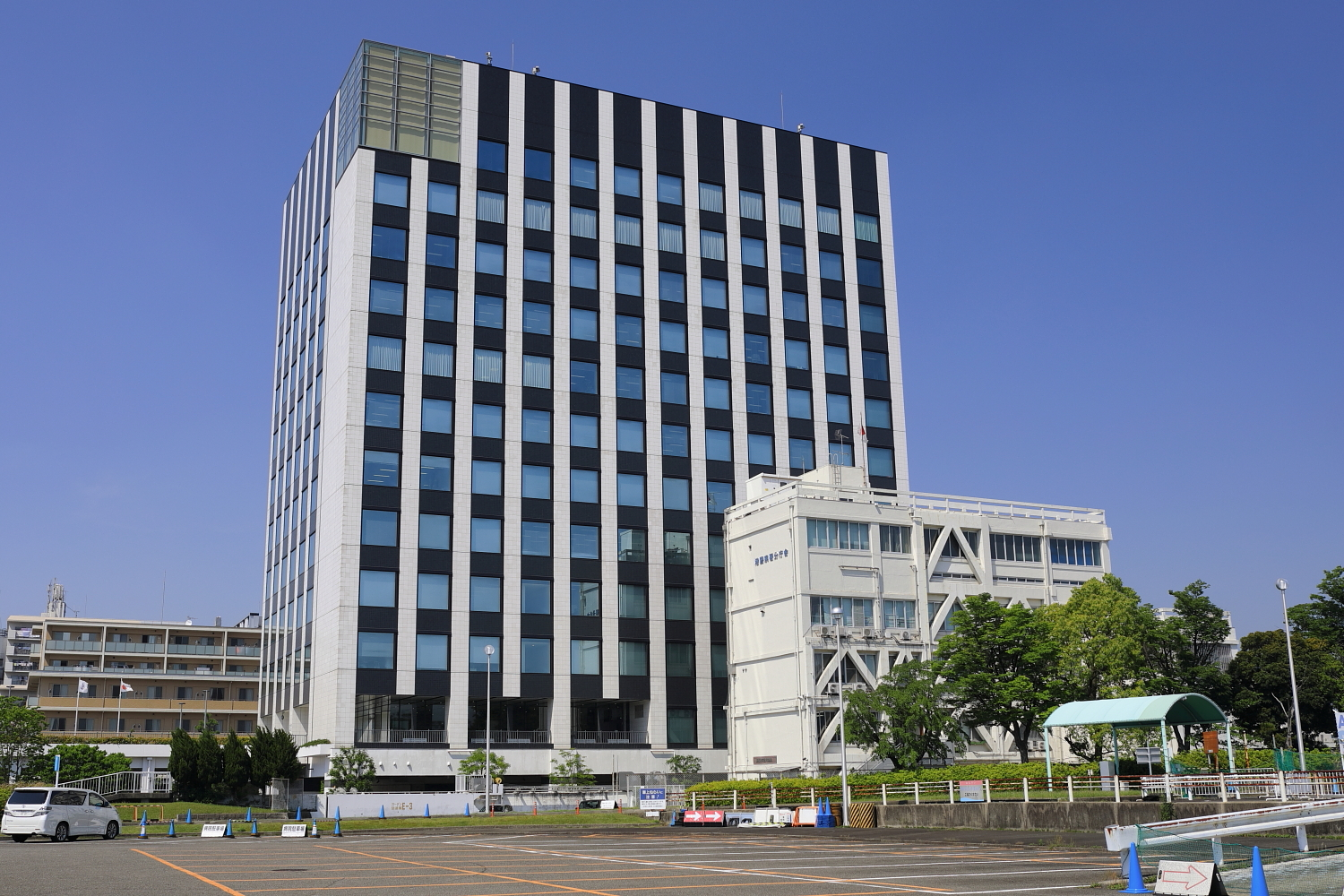
名古屋港管理組合本庁舎 （2022年（令和4年）5月）
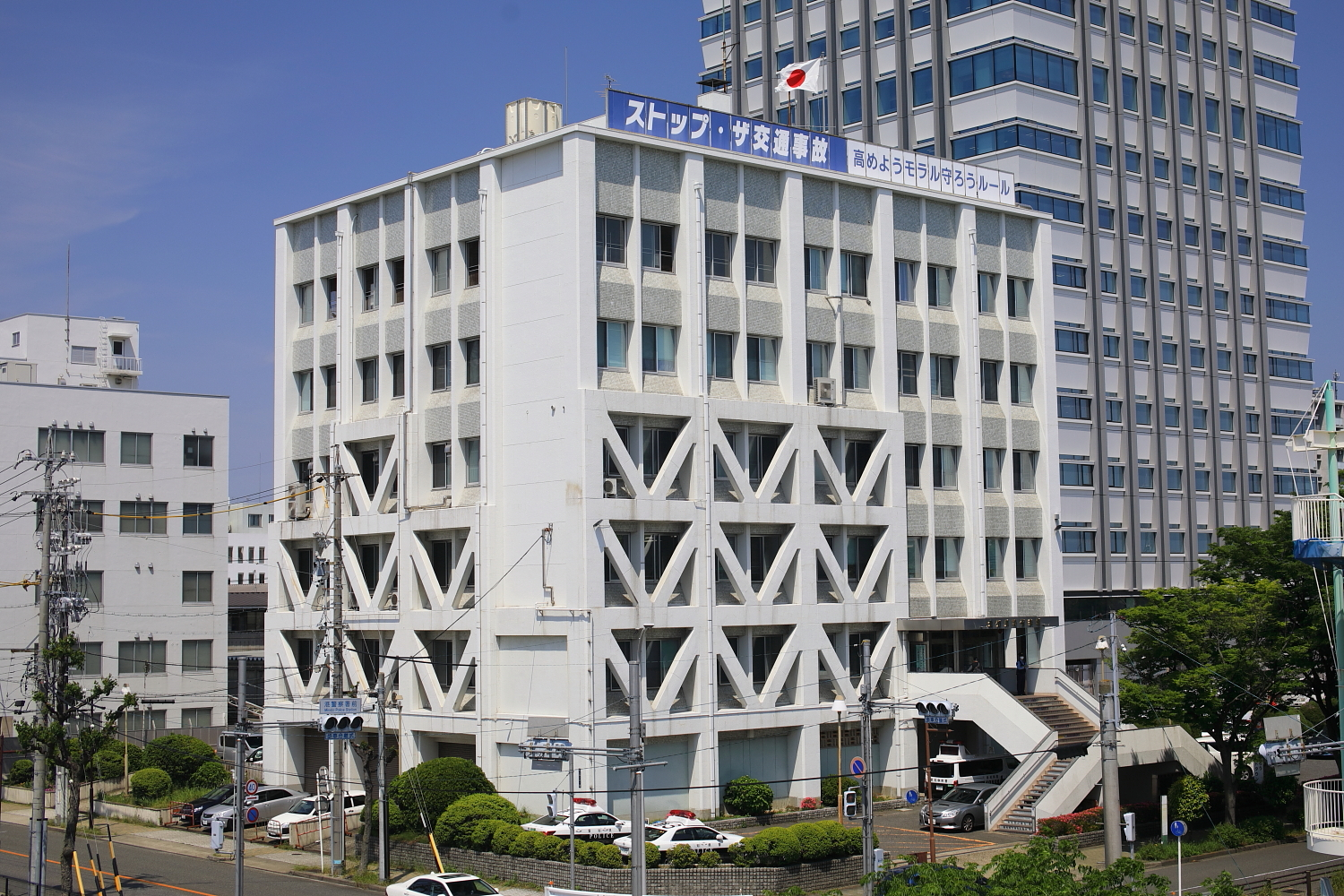
愛知県警察港警察署 （2022年（令和4年）5月）
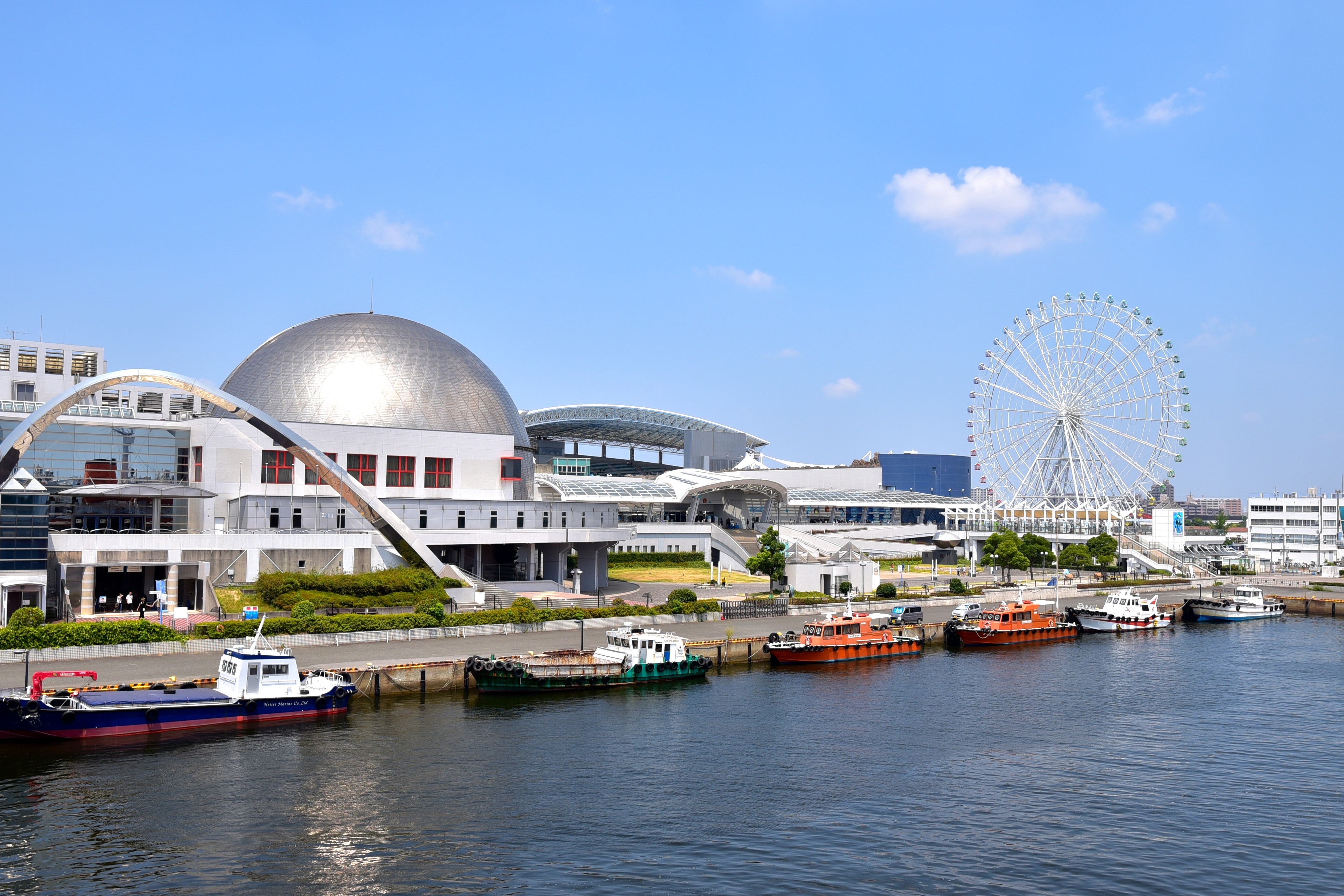
名古屋港水族館 （2018年（平成30年）8月）
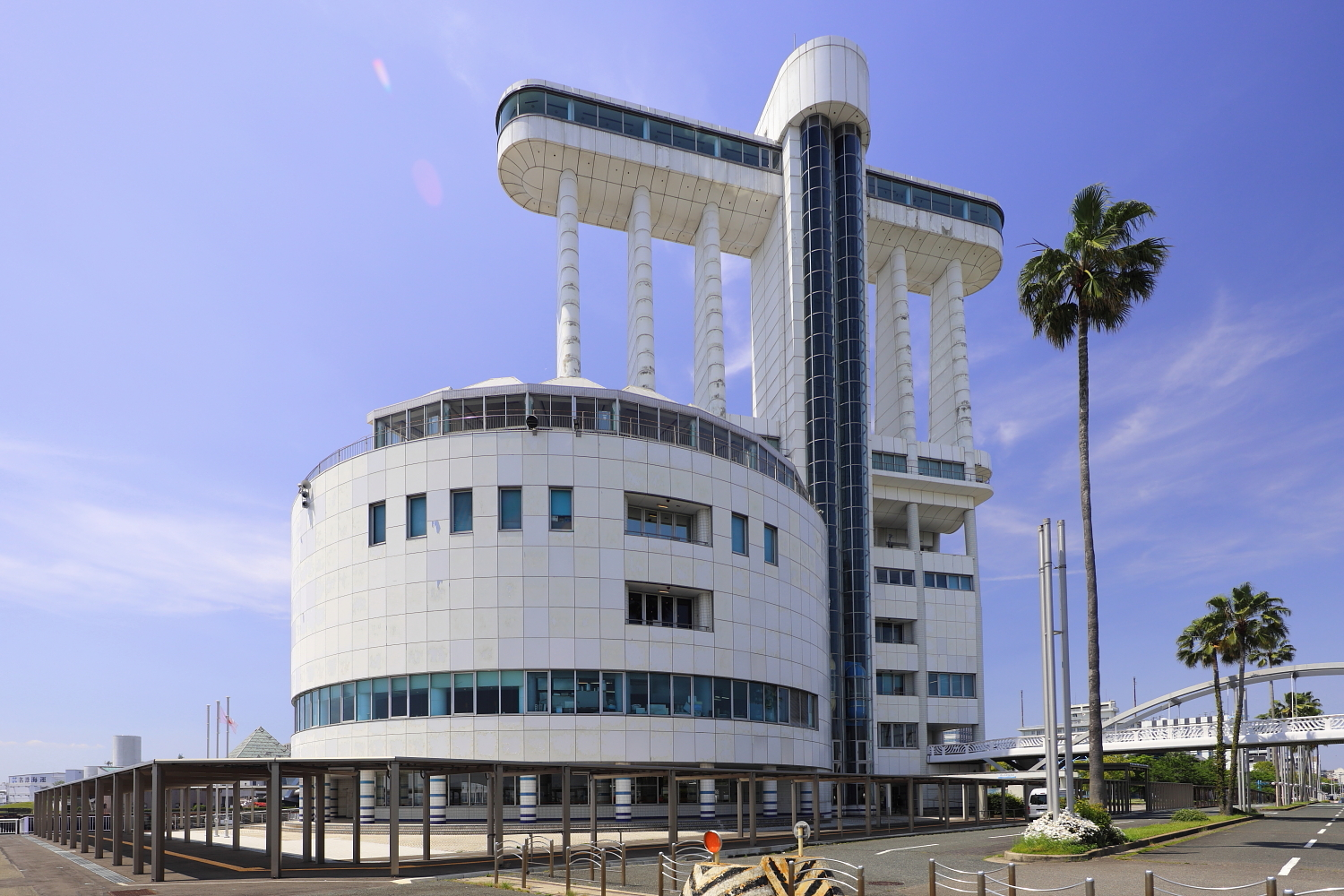
名古屋港ポートビル （2022年（令和4年）5月）
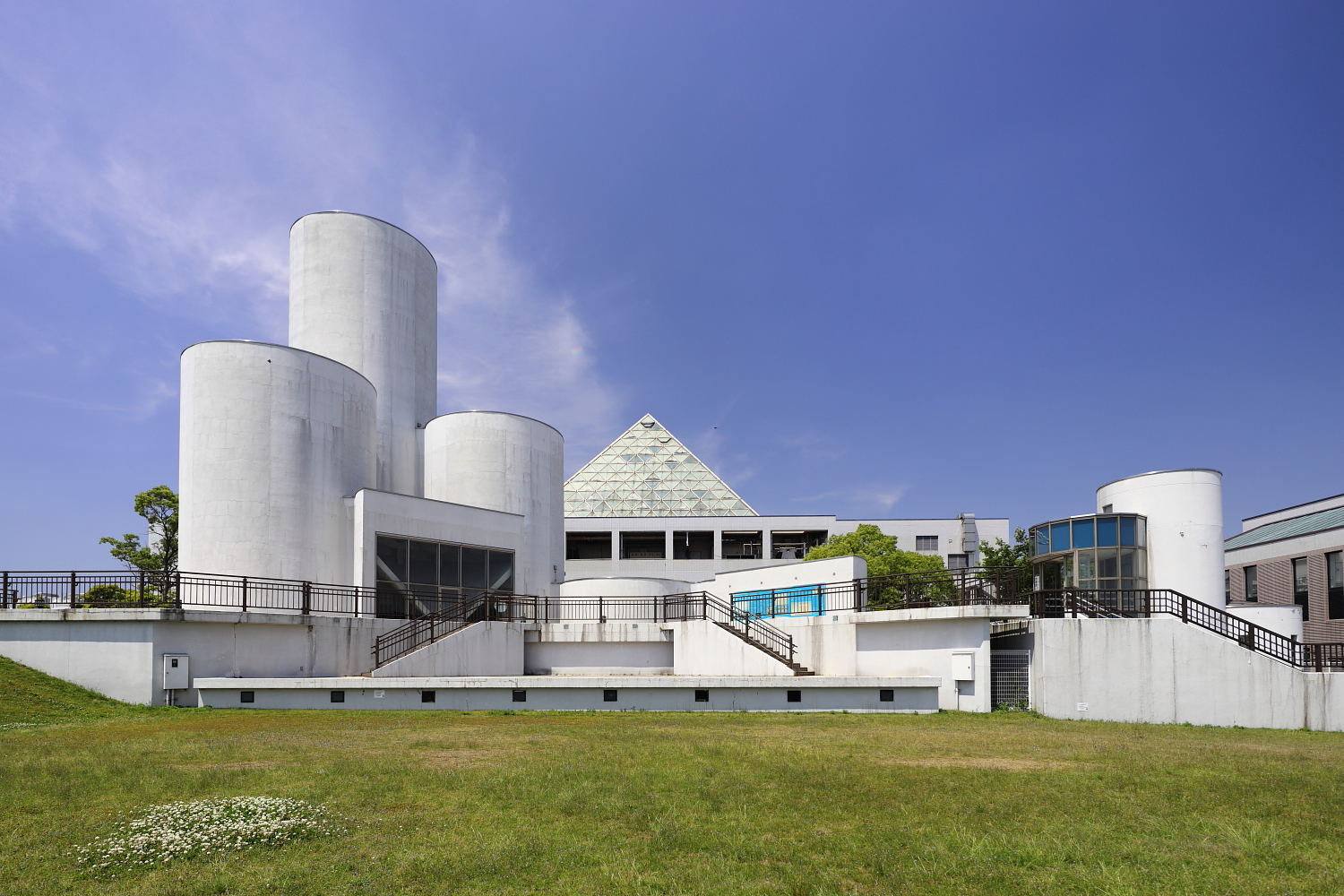
旧食糧庁サイロ （2022年（令和4年）5月）
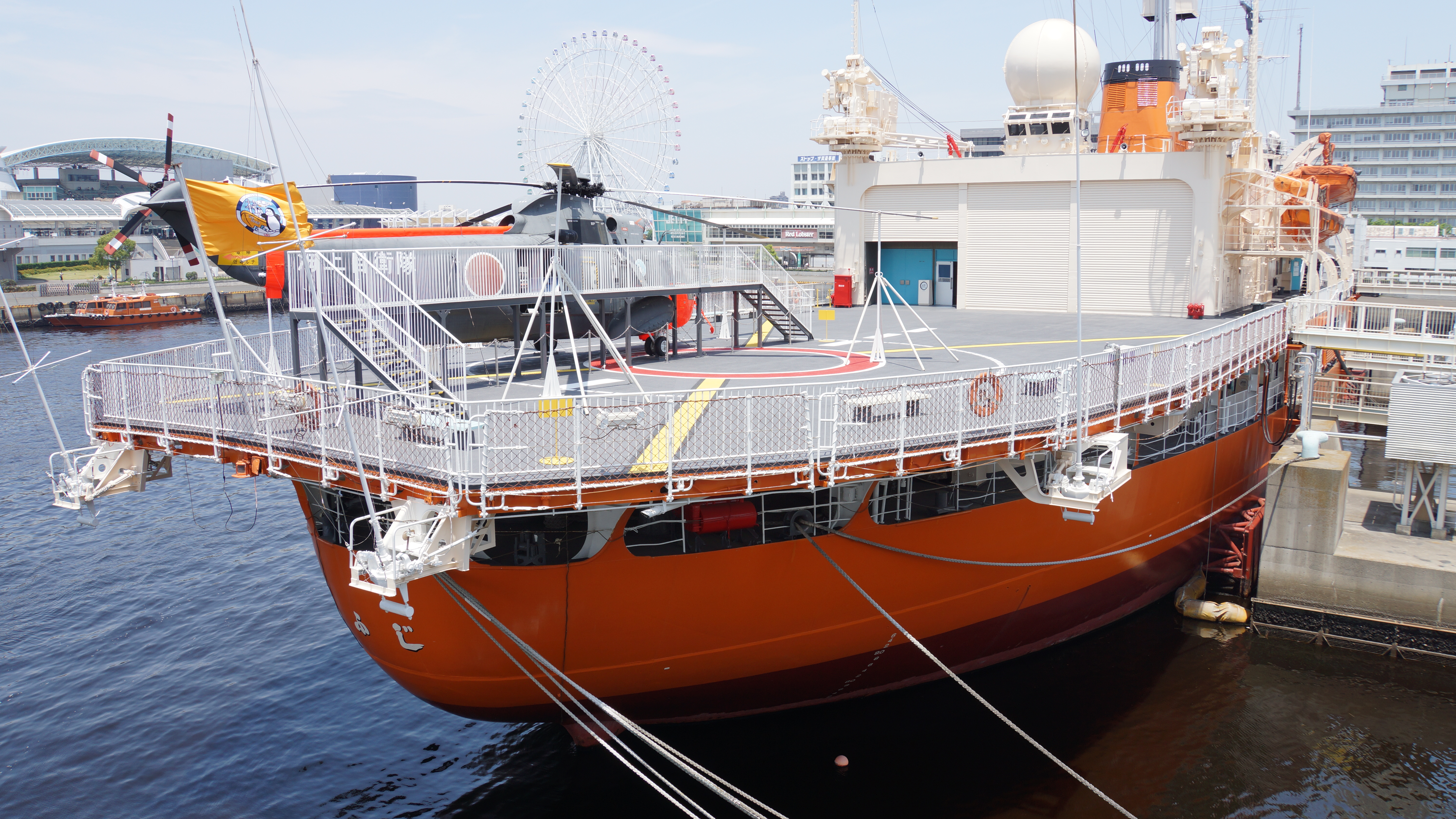
南極観測船ふじ （2015年（平成27年）5月）
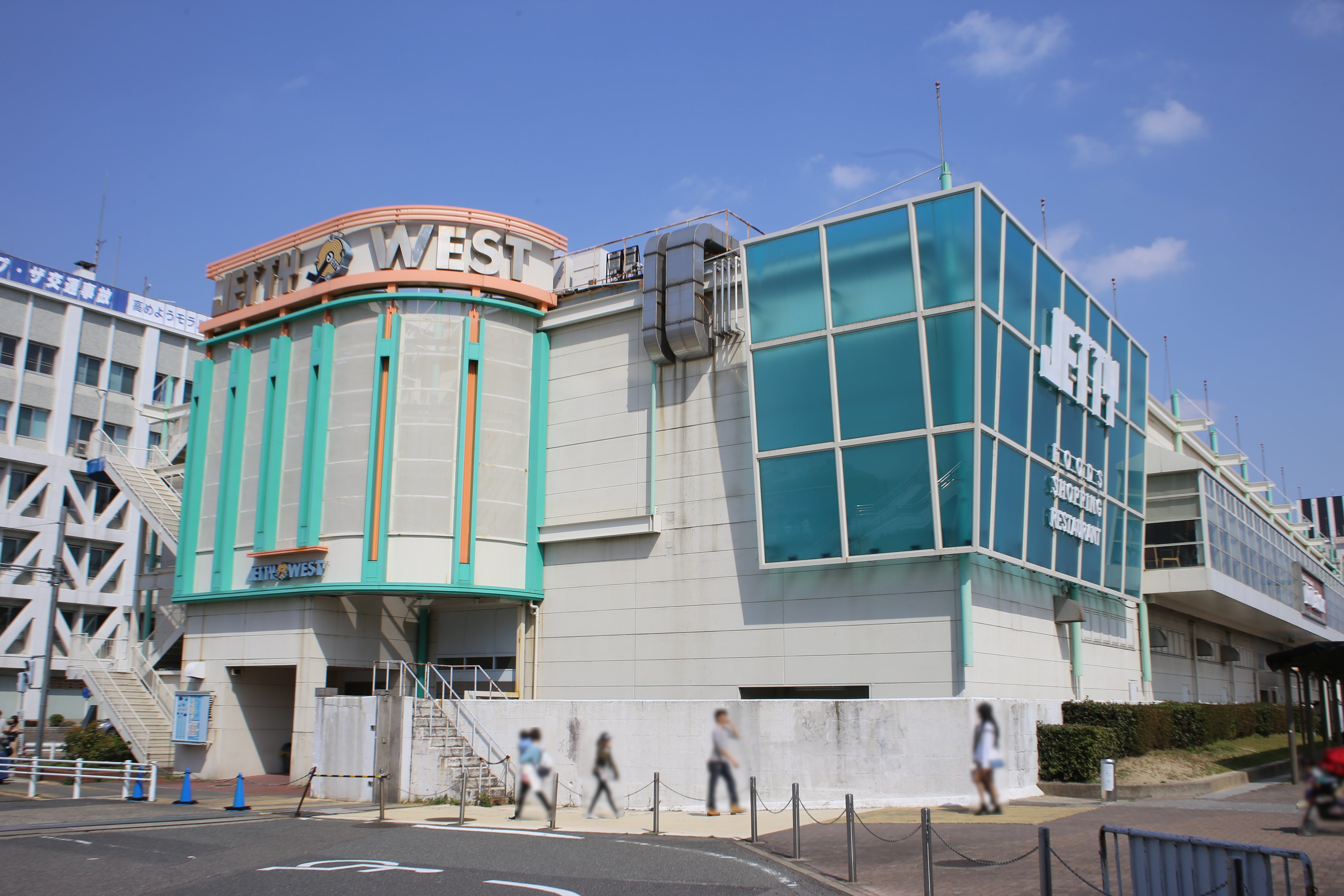
JETTY （2018年（平成30年）3月）
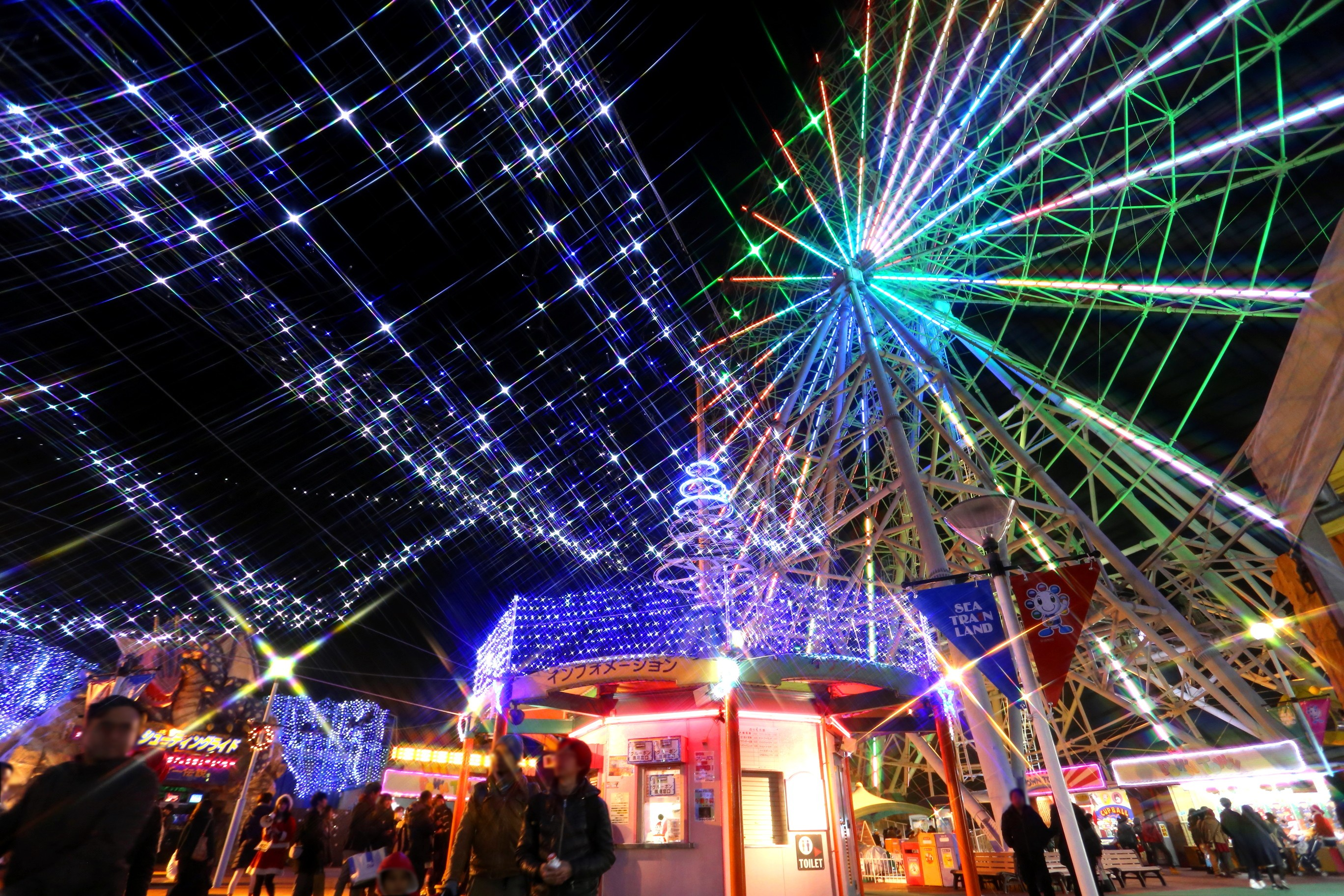
名古屋港シートレインランド （2012年（平成24年）12月）
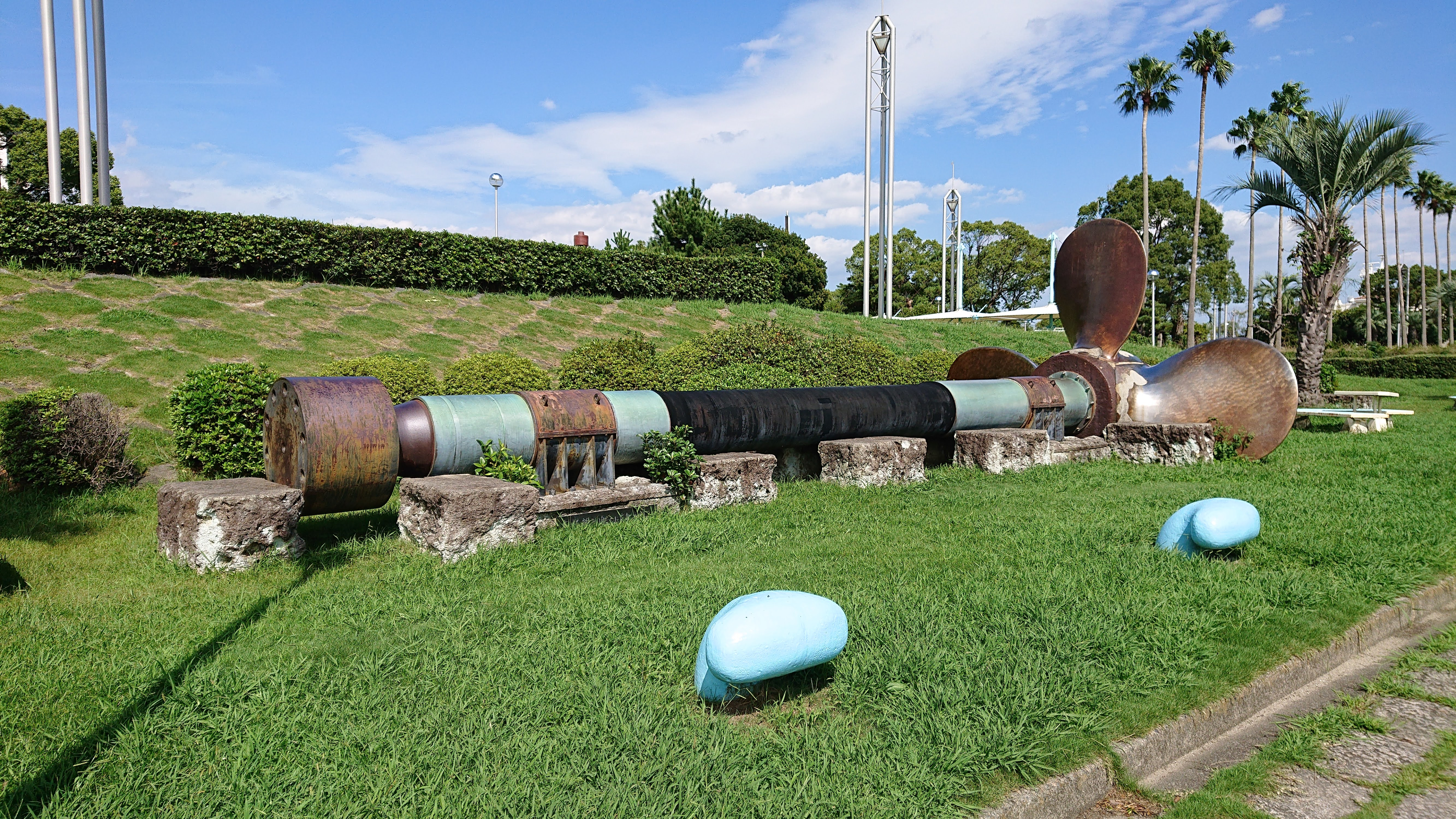
ガーデンふ頭臨港緑園 （2020年（令和2年）9月）
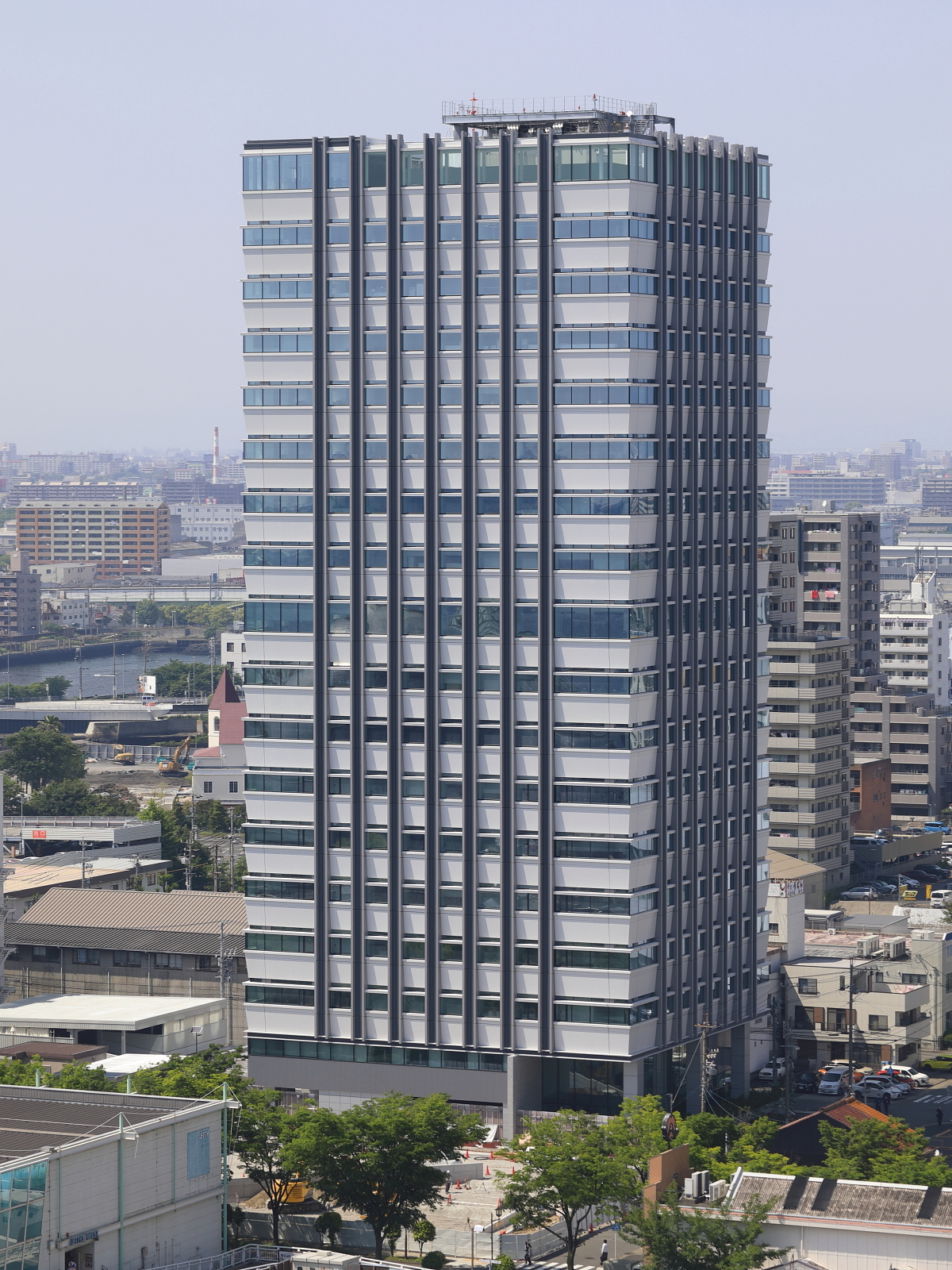
名港ビルディング （2022年（令和4年）5月）

#### 金城埠頭
- 名古屋市営金城ふ頭駐車場
- 名古屋金城ふ頭アリーナ
- ファニチャードーム本店
- 名古屋市国際展示場（ポートメッセ名古屋）
- リニア・鉄道館
- レゴランド・ジャパン
- Maker's Pier

- 武田テバオーシャンアリーナ
（2019年（令和元年））
- ファニチャードーム本店
（2016年（平成28年）1月）
- ポートメッセ名古屋
（2008年（平成20年）6月）
- リニア・鉄道館
（2012年（平成24年）2月）
- レゴランド・ジャパン
（2022年（令和4年）5月）
- Maker's Pier
（2017年（平成29年）6月）

#### その他
- なごや港遊覧船
- 名古屋港ゴルフ倶楽部
- 名古屋港海洋トレーニングセンター
- 船見閘門 - 名古屋市認定地域建造物資産第11号
- 名古屋港跳上橋 - 国登録有形文化財
- 名古屋港ワイルドフラワーガーデン ブルーボネット
- 新名古屋火力発電所（潮見埠頭）
- 高潮防潮堤（知多堤、中央堤、鍋田堤）
- ポートアイランド
- 名港三大大橋 - いわゆる名港トリトン。伊勢湾岸自動車道東海IC-飛島IC間にある斜張橋で、名港西大橋、名港中央大橋、名港東大橋の3本からなる。

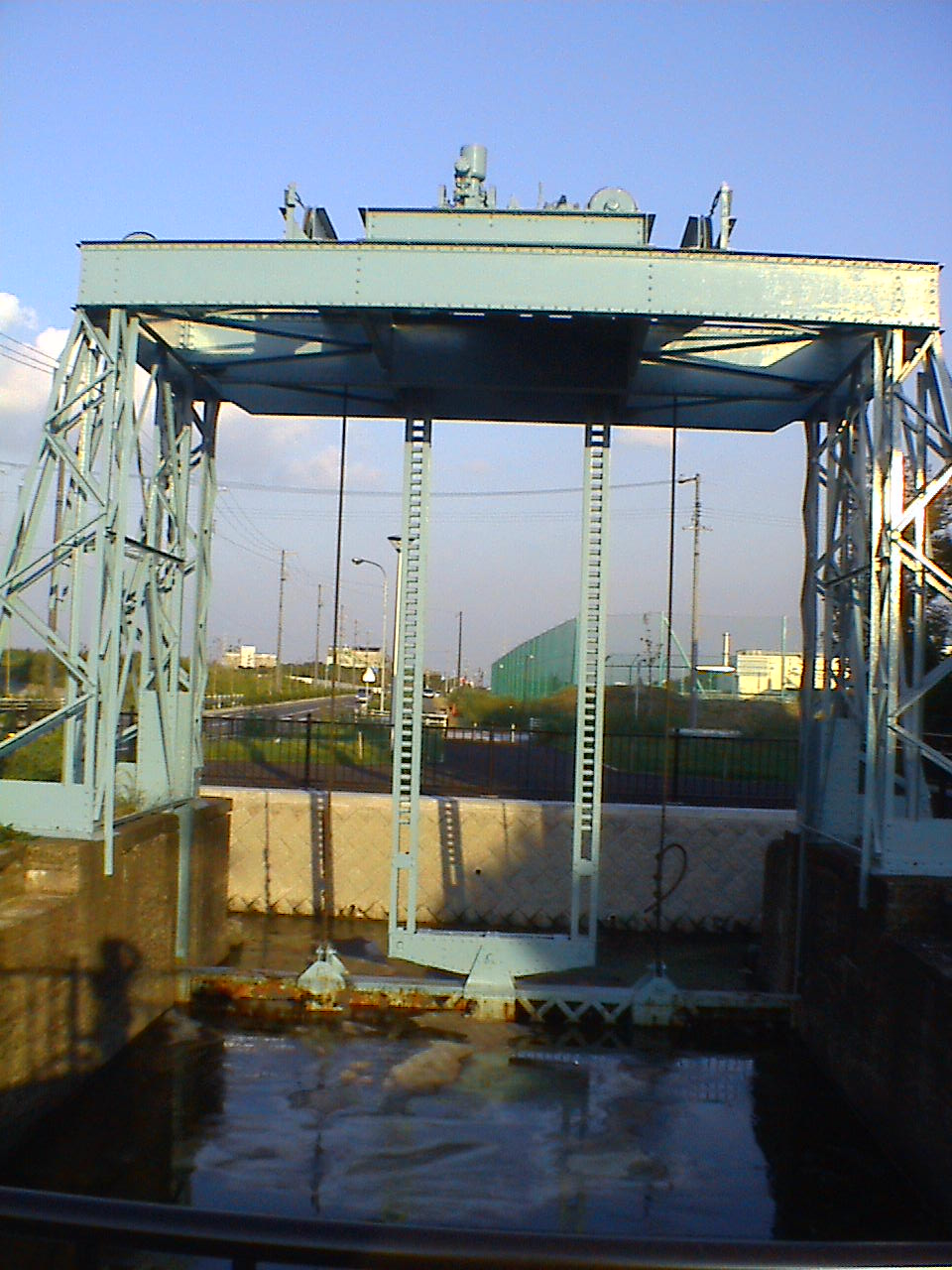
船見閘門 （2007年（平成19年）10月）
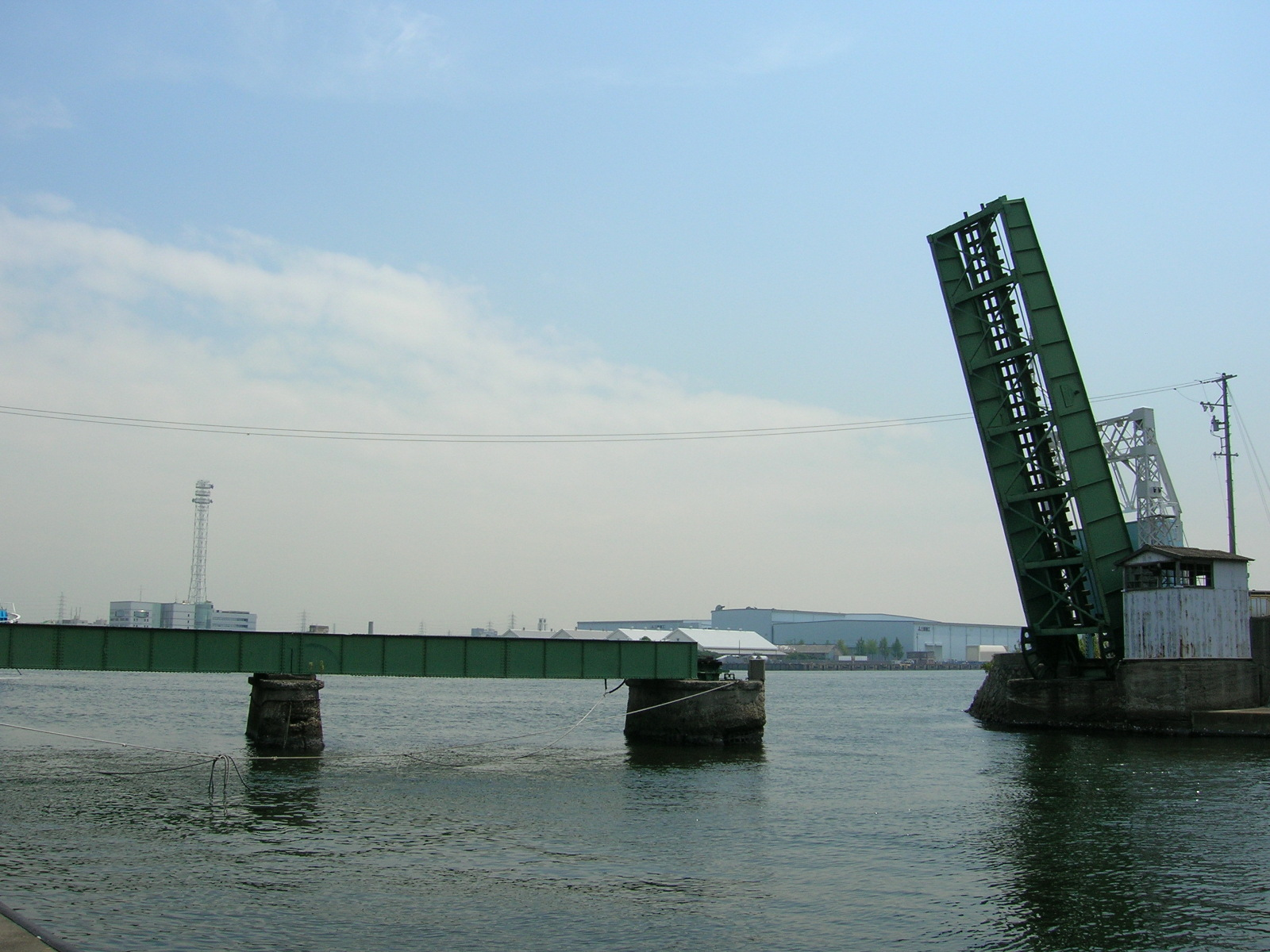
名古屋港跳上橋 （2009年（平成21年）8月）
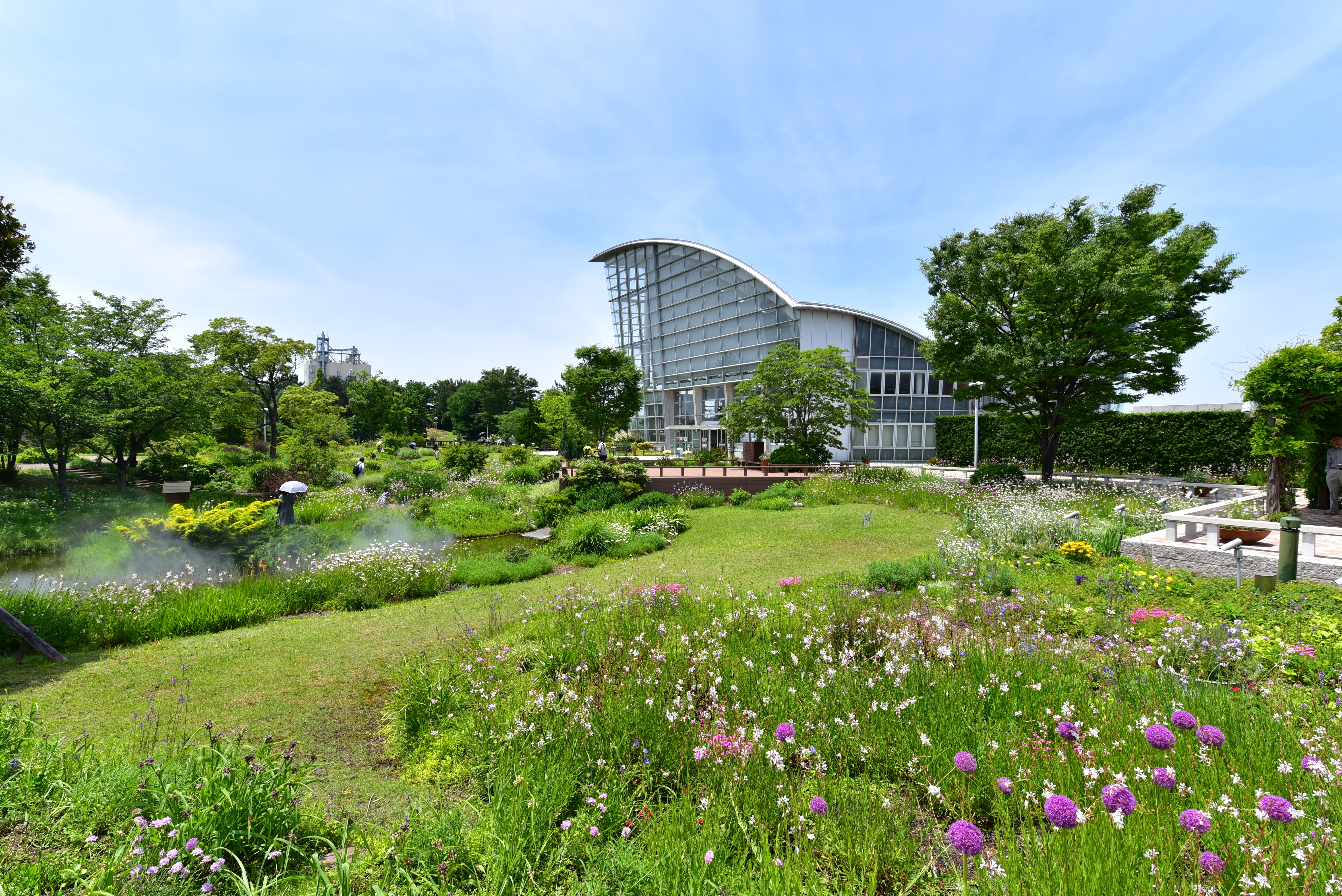
ブルーボネット （2018年（平成30年）5月）
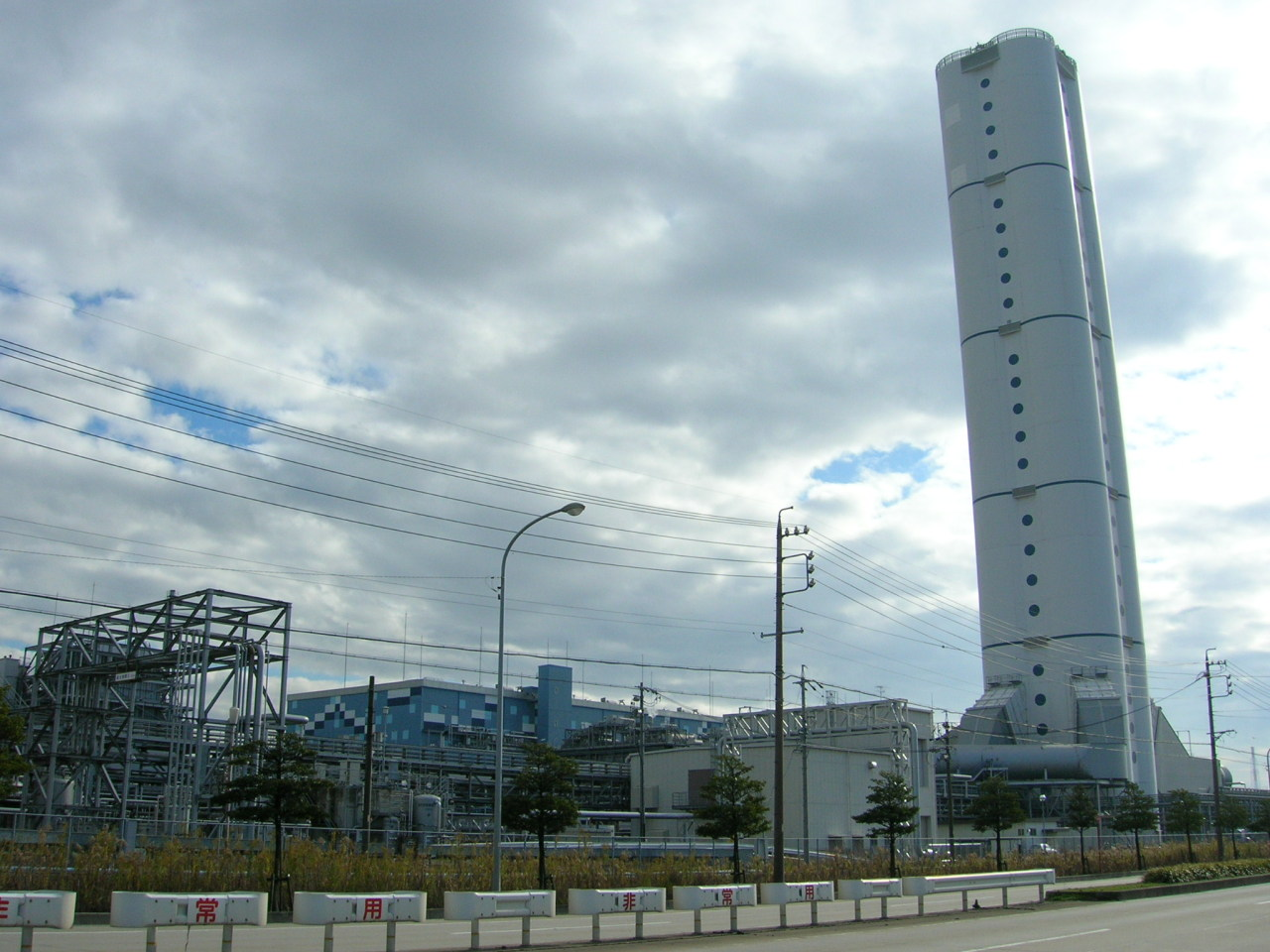
新名古屋火力発電所7号系列プラント建屋 （2007年（平成19年）12月）
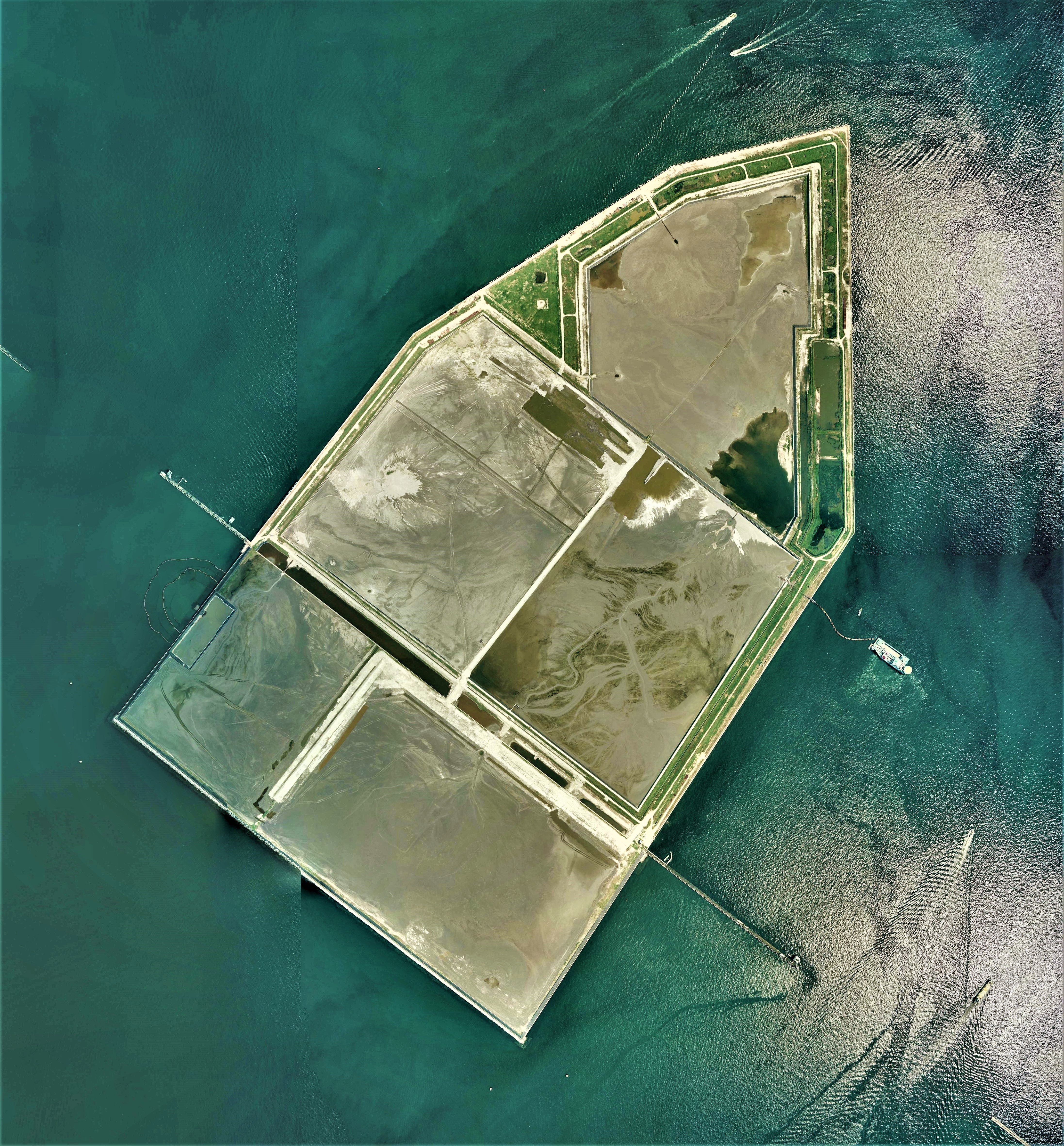
ポートアイランド。2007年（平成19年）5月23日撮影の6枚を合成した。国土交通省 国土地理院 地図・空中写真閲覧サービスの空中写真を基に作成。

### フェリー航路

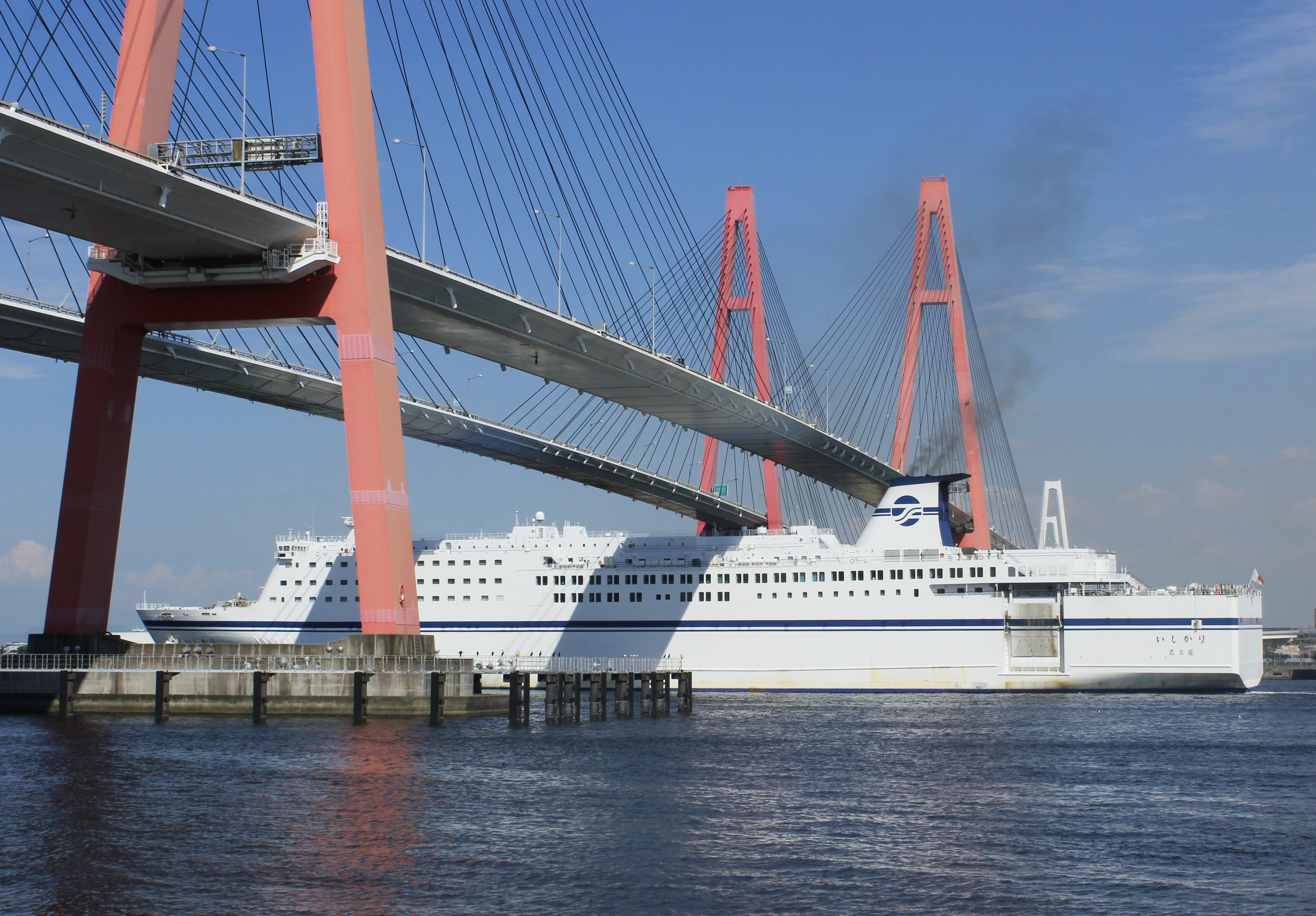
名港西大橋を横断する太平洋フェリー「いしかり」
（2016年（平成28年）9月）

#### 現在の航路
太平洋フェリー
- 名古屋港 - 仙台港 - 苫小牧港

#### 過去の航路
日本高速フェリー
- 名古屋港 - 高知港 - 鹿児島港（1972年 - 1978年）[18]

太平洋沿海フェリー（現・太平洋フェリー）
- 名古屋港 - 那智勝浦港（1975年から上り便のみ）[19] - 大分港（1972年 - 1979年）[18]

名門カーフェリー（現・名門大洋フェリー）
- 名古屋港 - 四日市港 - 北九州港（1972年 - 1976年）[18]

有村産業
- 名古屋港 - 大阪港（下り便のみ） - 那覇港 - 平良港（宮古島 下り便のみ） - 石垣港（石垣島） - 基隆港/高雄港（台湾）[20]

## マスコットキャラクター
名古屋港開港100周年記念事業のPRキャラクターとして、ポータン (PORTAN) とミータンがいる。デザインは長崎市のデザイナー草野敬一によるもの。

### ポータン
船止めのボラードを擬人化し、今後の名古屋港の発展と安全を願う明るくほのぼのとした笑顔を表現している。
名前「ポー」はポート（港）を意味し、「タン」は語呂がよく、親しみやすさを表現している。名古屋港が誰からも愛され、さらに発展することを願って命名された。2006年（平成18年）11月15日に名古屋市港区で特別住民票登録をし、マスコットキャラクターとしては初の名古屋市民となった。
「美しいさんご礁に囲まれた名もない南の不思議の島」が出身地。生年月日は1907年（明治40年）11月10日。10年に一度1歳ずつ年を取るという設定で、2007年（平成19年）11月10日の開港100周年記念日で10歳となった。住所は名古屋市港区入船一丁目8番21号。

### ミータン
ポータン同様、ボラードがモチーフになっている。名前の由来は「海」「港」、また「美」の音読み「ミ」からきている。
各種イベントなどで多忙な日々を送っているポータンの手伝いにやって来た。性別・年齢とも不詳。美しいさんご礁に囲まれた名もない南の不思議の島が出身地。ポータンのことを「お兄ちゃん」と呼ぶ。

## 交通

### 鉄道

#### 旅客
ガーデン埠頭側
- 名古屋市営地下鉄名港線 - 名古屋港駅

金城埠頭側
- 名古屋臨海高速鉄道あおなみ線 - 金城ふ頭駅、野跡駅、稲永駅

#### 貨物・旅客
- 名鉄築港線 - 東名古屋港駅

#### 貨物
- 日本貨物鉄道（JR貨物）東海道本線貨物支線（名古屋港線） - 名古屋港駅
- 名古屋臨海鉄道
  - 東港線
  - 昭和町線
  - 汐見町線
  - 南港線
  - 東築線

### 路線バス
- 名古屋市営バス
- 飛島公共交通バス

### 高速道路
- 伊勢湾岸自動車道
- 知多半島道路
- 名古屋高速3号大高線
- 名古屋高速4号東海線

### 一般道路
- 国道23号（名四国道）
- 国道247号（西知多産業道路）
- 国道302号（名港トリトン）
- 国道154号
- 愛知県道59号名古屋中環状線
- 愛知県道225号名古屋東港線
- 愛知県道55号名古屋半田線
- 愛知県道36号諸輪名古屋線
- 愛知県道71号名古屋西港線
- 愛知県道227号港中川線
- 名古屋市道江川線
- 名古屋市道名古屋環状線
- 名古屋市道金城埠頭線

### 金城埠頭の道路通称名
- 南京大路
- メキシコ大通
- ロサンゼルス大通

## 姉妹港・友好提携港

### 友好姉妹港
| 都市名           | 国名・地域名                               | 提携年月日                                    |
| ---------------- | ------------------------------------------ | --------------------------------------------- |
| ロサンゼルス港   | アメリカ合衆国カリフォルニア州             | 1959年（昭和34年）3月31日 友好姉妹港提携調印  |
| フリーマントル港 | オーストラリア連邦西オーストラリア州       | 1983年（昭和58年）4月19日 友好姉妹港提携調印  |
| ボルティモア港   | アメリカ合衆国メリーランド州               | 1985年（昭和60年）10月24日 友好姉妹港提携調印 |
| シドニー港       | オーストラリア連邦ニューサウスウェールズ州 | 2010年（平成22年）11月4日 友好姉妹港提携調印  |

### 友好港
| 都市名             | 国名・地域名                        | 提携年月日                                |
| ------------------ | ----------------------------------- | ----------------------------------------- |
| アントウェルペン港 | ベルギー王国アントウェルペン州      | 1988年（昭和63年）11月16日 友好港提携調印 |
| ブルージュ港       | ベルギー王国ウェスト･フランデレン州 | 2013年（平成25年）7月 友好港提携調印      |

### 友好交流港
| 都市名 | 国名・地域名         | 提携年月日                                   |
| ------ | -------------------- | -------------------------------------------- |
| 上海港 | 中華人民共和国直轄市 | 2003年（平成15年）2月25日 友好交流港提携調印 |